# Libero consorzio comunale di Enna
Il libero consorzio comunale di Enna è un libero consorzio comunale di 151 795 abitanti della Sicilia, con capoluogo Enna. È subentrato il 4 agosto 2015 alla soppressa provincia regionale di Enna, istituita il 2 gennaio 1927, durante il ventennio fascista.
Al centro della regione e unico libero consorzio comunale della Sicilia senza sbocchi sul mare, confina a nord con la città metropolitana di Messina, a ovest con la città metropolitana di Palermo e il libero consorzio comunale di Caltanissetta, a est con la città metropolitana di Catania e a sud ancora con Caltanissetta e Catania. Insiste sul territorio, a Piazza Armerina, l'importante sito archeologico della Villa romana del Casale, dal 1997 Patrimonio dell'Umanità dell'UNESCO.

## Storia

### Dal neolitico alle radici sicane e sicule
La storia di Enna, tra i centri sorti per primi, affonda radici nel Neolitico: nell'8000 a.C., infatti, era stata introdotta la coltivazione dell'ulivo nelle fertili colline attorno al lago di Pergusa, dove sorgevano villaggi con annesse necropoli, alcuni, come quello di Cozzo Matrice, tuttora conservatisi. Anche la città vera e propria conserva tracce di insediamenti preistorici, come quelli siti all'interno della Grotta della Guardiola, la maggiore tra le necropoli arroccate sulle pendici del monte su cui sorge Enna. Ma furono i Sicani a popolare stabilmente la zona, dopo esser fuggiti dall'Etna a causa delle eruzioni ed aver fondato proprio nel futuro capoluogo la loro più potente roccaforte militare. A questo popolo, che scelse Enna (chiamata En naan) per rifugiarsi e difendersi dall'incalzare dei Siculi, si deve il culto di Cerere, nota tra i Greci altresì come Demetra, e la conseguente coltivazione del grano.

### Morgantina e l'ellenizzazione del territorio
Pressappoco nello stesso periodo, si sviluppò il più importante insediamento della Sicilia interna: Morgantina presso Aidone, che quando fu fondata agli inizi del I millennio a.C., per opera dei cosiddetti Morgeti, guidati dal mitico re Morges, era ancora un piccolo villaggio indigeno. Alleatasi poi con Siracusa, Morgantina visse un grande sviluppo attestato dalla più grande agorà che si possa trovare al di fuori della Grecia.
Morgantina entrava così nell'area di influenza siceliota (V secolo a.C.), il che comportò per la città un periodo di grande prosperità e di rinascita commerciale e culturale, con un impulso forte ricevuto dalle attività agricole. La città batté moneta (esemplari custoditi al Museo Alessi di Enna) d'oro e d'argento. A partire dal 397 a.C. Morgantina entrò nell'orbita dell'ellenistico Regno Siceliota, comprendente l'intera Sicilia orientale e con capitale Siracusa, prima sotto il regno di Dionigi I, poi sotto quello di Agatocle.
In seguito partecipò alla congiura che abbatté l'oligarchia siracusana ma le fortune di Morgantina bruscamente declinarono in seguito alla sua scelta di allearsi con i Cartaginesi, che controllavano la estrema Sicilia occidentale, contro i Romani. Con la sconfitta dei primi non si poté evitare la distruzione della città, che all'epoca raggiungeva una grande fioritura economica, commerciale e culturale. La città fu rasa al suolo dalle legioni di Roma e fu rinvenuta solo nel Novecento, in seguito a fruttuose campagne di scavi.

### I Romani: tra la prima guerra servile e lo splendore di Centuripe
Con la fine della Seconda guerra punica iniziò la dominazione romana sulla Sicilia. Nel 135 a.C., grazie allo schiavo siriano Euno, scoppiò la prima guerra servile: lo schiavo guidò una rivolta che si estese in pochi anni a tutta la Sicilia, e riuscì a regnare per due anni su Henna (dove oggi in suo ricordo vi è la statua presso il castello di Lombardia opera di Pietro Marzilla) e su tutta l'Isola. I romani attuarono una violentissima repressione e dalle fognature riuscirono a penetrare in cima ad Enna, catturando infine Euno ed il suo seguito e condannando tutti gli schiavi insorti superstiti alle battaglie alla crocifissione. Cicerone, visitò la città durante il periodo di governo del Pretore Gaio Licinio Verre che aveva fatto abuso della sua importantissima carica per depredare alcune tra le più belle opere d'arte della città stessa e delle altre polis siculo ellenizzate dell'area. L'avvocato romano portò Verre in giudizio e lo sconfisse con le famosissime Verrine, atti di accusa che pervenutici quasi integri rappresentano un'importantissima fonte diretta per la conoscenza di Enna antica e della Sicilia romana tutta. La rinascita si ebbe in epoca imperiale con lo status di municipium.
Oltre a Morgantina e al capoluogo, Agira fu senza dubbio un altro centro di rilievo. Fondato, secondo la leggenda, da Ercole nel corso di una delle sue 12 fatiche, ma con origini storiche assai antiche - già risalenti alla preistoria - diede i natali a Diodoro Siculo.
Piazza Armerina esisteva da secoli, sotto il nome Platea o Plutia o più probabilmente di Palatia, proprio per la presenza nell'area della grandissima Villa del Casale, la più splendida di Sicilia per i suoi mosaici, mentre Nicosia si fa risalire a tre città del periodo romano: Erbita, Engio e Imachàra. Senza dubbio tuttavia, nel periodo romano fu Centuripe il più fiorente centro della zona. Nata in età sicula col nome di Kentoripa ed ellenizzato nel V secolo a.C., Centuripe, nota anche per la curiosa forma di stella marina dell'abitato, abbarbicato su un'altura tentacolare, venne a patti con Roma, tra le prime città in Sicilia, nel 263 a.C., guadagnandosi così la protezione dei romani. Sotto le ali di Roma, cui fu legata da cognatio (parentela), Centuripe prosperò e si estese considerevolmente, e fu perciò definita da Cicerone di gran lunga una delle città più grandi e ricche dell'intera Sicilia. Riuscì ad avere un console, sotto l'impero di Adriano, e a sviluppare prima un'originale arte ceramica, e poi imponenti vestigia monumentali.

### Tarda antichità e Alto Medioevo
Dopo la caduta dell'Impero romano d'Occidente, di cui faceva parte la Provincia di Sicilia, e la breve parentesi gota, nel 535 i bizantini riconquistarono la Sicilia e con essa Henna. A partire dal VI VII secolo, soprattutto per paura delle sempre più frequenti incursioni arabe, fecero della città un importante centro militare apportando così una rinascita all'Ombilicus Siciliae restituendole l'antico ruolo perso con l'invasione romana, e vi impiantano un'amministrazione territoriale. Queste scelte faranno della Enna siculo-bizantina, come testimoniano diverse fonti sia bizantine che arabe più tarde, tra le quali Edrisi, una delle più grandi e ricche città siciliane.
La città venne chiamata Catrum Hennae, in ragione dell'importanza militare e giocò un ruolo importantissimo nella lunga e sfiancante guerra di conquista araba dell'isola.
Proprio qui, ad esempio, venne ucciso lo stratega Eufemio (che aveva di fatto costituito la Sicilia indipendente dall'Impero Bizantino proclamandosi re), attirato in un'imboscata da alcuni patrizi bizantini forse nella contrada detta di Papardura.
La conquista araba della Sicilia fece nascere molti nuovi centri nel territorio, a partire da Calascibetta, nata nel IX secolo come accampamento militare, Qalʿat Shibet, creato sulla rocca antistante Henna per tentare l'assedio della roccaforte bizantina. La città non resistette tuttavia all'ennesimo attacco, e uno scrittore siculo-arabo tramanda lo stupore dei conquistatori nel trovare ad Henna tanta prosperità e tanto fervore economico e culturale. Rinominato Qaṣr Yānī, arabizzazione di Castrum Hennae: "Castello di Enna", il capoluogo si arricchì di moschee e divenne una delle maggiori città musulmane dell'Isola.
Fu infine sede di amministrazione di una Taifa, un'unità territoriale importante e quasi completamente autonoma sino ad avere un suo emiro.
Dai pochi documenti e dalle evidenze archeologiche presenti possiamo accertare una presenza cosmopolita con cristiani, ebrei, musulmani, ma anche slavi e forse berberi e persiani.
Anche Nicosia si sviluppò con gli arabi: posta alla confluenza dei tre Valli storici di Sicilia (Val di Mazara, Val Demone, Val di Noto).

### Il periodo tra l'XI e il XIII secolo
Finché nel 1087 il suo sovrano, l'emiro Hammudita Ibn Hamud, non cedette Castrogiovanni al Gran Conte Ruggero I di Sicilia, la città da allora non verrà mai infeudata e rimarrà demaniale. Non di rado in essa saranno presenti i Regnanti della casa Altavilla Sovrani di Sicilia, Ruggero II, Guglielmo I e Guglielmo II. Enrico VI di Svevia, dopo avere sposato la regina Costanza d'Altavilla ed essersi insediato sul trono di Sicilia, instaurò un breve ma violento regime di terrore che durò pochi anni a causa della sua prematura morte, il territorio cadde sotto la sua mala signoria. Tuttavia il figlio Federico II fu molto affezionato a Enna, allora Castrum Johannis e la sua corte di Palermo vide diversi notabili appartenenti al mondo della cultura ennese del tempo. Proprio tra il XII e il XIII secolo, l'ennese si arricchì di nuovi, importanti centri: tra questi spicca Piazza Armerina, rifondata da Ruggero I per essere poi nel 1161 rasa al suolo per volontà di Guglielmo I di Sicilia a causa della sua rivolta contro il potere regio. Ripopolata con genti lombarde (in realtà dell'attuale Piemonte), essa rifiorì dalle sue rovine e nel corso dei secoli si tramutò in una cittadina vivace ed attiva.
Anche Enna, in quegli anni, rifioriva: venne ricostruito con 20 torri il castello di Lombardia d'impianto sicano e poi arabo, vi si riunì il Parlamento siciliano per volere di Federico II. Il sovrano sembra risiedette nella ottagona torre omonima che si fece innalzare quale centro di una vasta riserva di caccia che doveva estendersi sino al lago di Pergusa e più oltre sino alle alture di Carangiaro, Gerace e Geracello "Hieracellum". Enna sotto Federico II, divenne la 17ª città demaniale di Sicilia, requisito che consentì una nuova sessione parlamentare nel Quattrocento. Federico II le concedette l'appellativo di Urbis Inexpugnabilis Hennae che campeggia tra gli artigli dell'aquila bicipite sveva, simbolo della città.

### Dal Secolo XIV al 1926
Tra il 1360 e il 1400, sotto il Regno di Trinacria, Castrogiovanni mantiene lo status di città demaniale, conservando i privilegi acquisiti nei due secoli precedenti. Nel 1516, con l'avvento al potere di Carlo V, si verifica una depressione economica e culturale in tutta l'Isola, e nel territorio ennese, che tuttavia, vede crescere a dismisura la popolazione, grazie alle massicce immigrazioni provenienti dalle coste, saccheggiate dai predoni saraceni. Il Cinquecento è comunque il secolo dell'arte per eccellenza; in quegli anni operarono grandi maestri come Antonello Gagini e a Nicosia giunge una tela del pittore spagnolo Diego Velázquez. Le carestie e le pestilenze del Seicento, al contrario, comportano un decremento demografico.

Nel secolo XVIII le sorti di Castrogiovanni e del territorio precipiteranno: verrà condotta una campagna di ripopolamento dei terreni agricoli che svantaggerà molto la città in favore della vicina Caltanissetta. Negli altri comuni invece, la popolazione tende a stabilizzarsi: Nicosia si attesta a 12 000 ab., mentre il capoluogo scende a 10 000. Vengono erette molte chiese (nel secolo ad Enna erano 133 con circa 400 sacerdoti) e avviata la costituzione di confraternite.

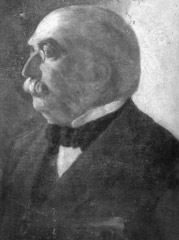
Napoleone Colajanni.

Castrogiovanni nell'Ottocento migliorerà economicamente in seguito all'intensa attività estrattiva e conoscerà un netto incremento demografico. Parteciperà attivamente ai moti del 1848 e all'impresa dei Mille, sarà visitata da Giuseppe Garibaldi, nel 1893 vi nascerà il Fascio dei lavoratori. La ripresa della città sarà confermata dall'incremento demografico che, dall'Unità d'Italia al 1921 raddoppierà in termini di popolazione, passando da oltre 14 000 a 32 000 abitanti, il massimo storico imbattuto. Essa avrà un suo rappresentante, ininterrottamente dal 1890 al 1921, al Parlamento italiano; si tratta dell'illustre uomo politico Napoleone Colajanni. 
Il 2 gennaio 1927 venne istituita la provincia (secondo quanto deciso durante la seduta del Consiglio dei Ministri del 6 dicembre 1926) con la denominazione di Provincia di Castrogiovanni e sigla automobilistica CG. Il nuovo ente territoriale comprendeva i territori dei soppressi circondari  di Nicosia (fino ad allora appartenente alla provincia di Catania) e di Piazza Armerina, quest’ultimo smembrato dalla provincia di Caltanissetta. Il capoluogo e la provincia assunsero il nome di Enna e la sigla automobilistica EN nel dicembre dello stesso anno.

### Istituzione del Libero consorzio comunale
Il 28 marzo 2014 è stata prevista la soppressione delle nove province regionali sostituite da nove "Liberi Consorzi comunali" e 3 aree metropolitane in seguito all'entrata in vigore della legge approvata dall'Assemblea Regionale Siciliana il 12 marzo 2014. Un'ulteriore legge regionale disciplinerà compiti e funzioni di questi nuovi enti, mentre ogni provincia è retta da un commissario straordinario nominato dalla giunta regionale.
In ottemperanza alla legge regionale del 24 marzo 2014, n. 8, recante il titolo “Istituzione dei liberi Consorzi comunali e delle Città metropolitane” e disciplinata poi con la successiva legge regionale n. 15 del 4 agosto 2015, "Disposizioni in materia di liberi Consorzi comunali e Città metropolitane", la provincia regionale di Enna è stata soppressa e sostituita dal Libero consorzio comunale di Enna.

### Simboli

Gonfalone della provincia.

Il libero consorzio ha mantenuto invariato lo stemma della provincia. La blasonatura è la seguente:
Anche il gonfalone è rimasto identico e consiste in un drappo di bianco bordato di azzurro.

## Geografia fisica
Il libero consorzio comunale è situato nel cuore della Sicilia con il centro geografico dell'isola proprio nel capoluogo. Esso dispone di un notevole patrimonio naturale, con laghi e boschi alcuni costituiti come riserve naturali.

### Rilievi

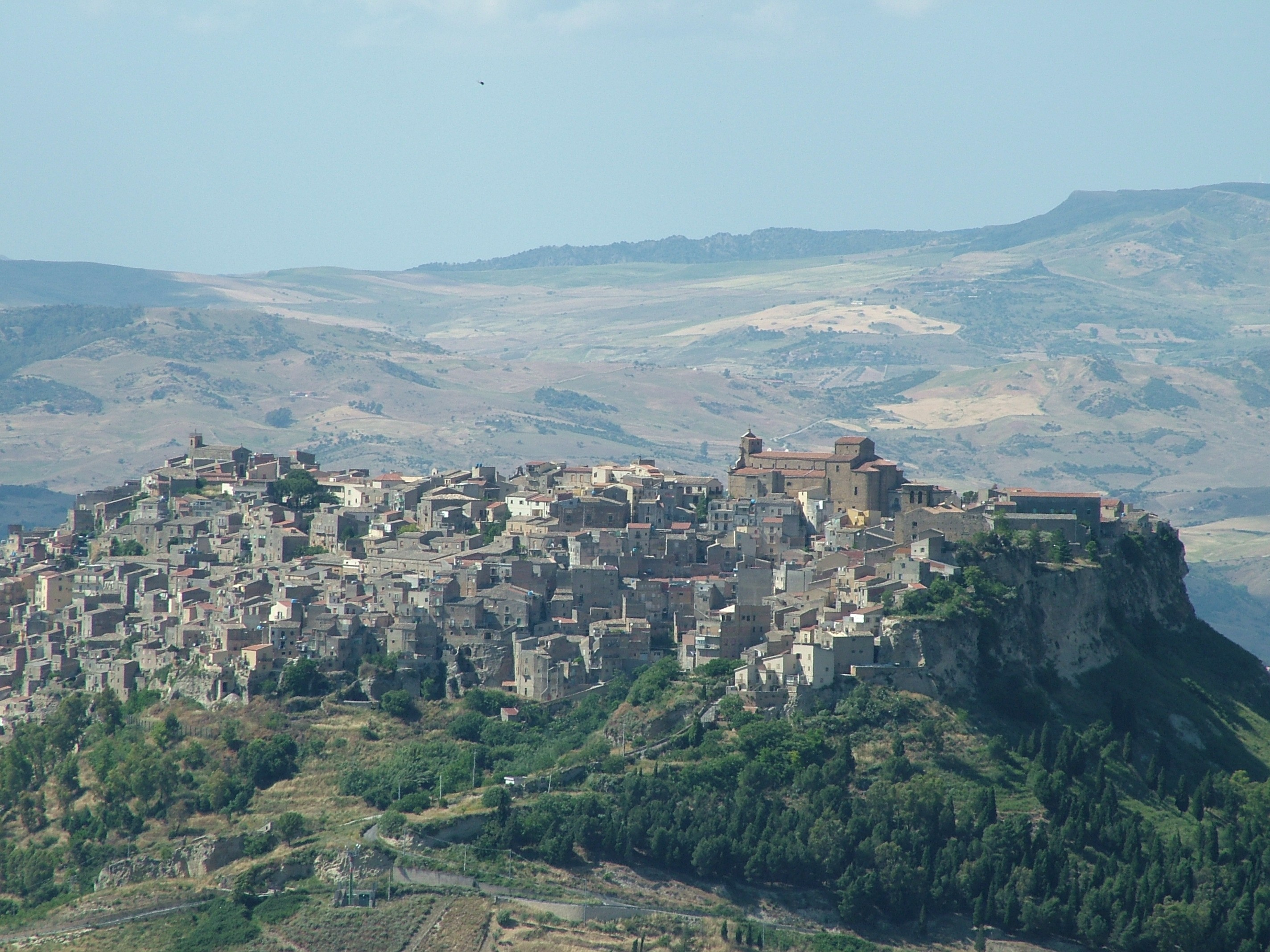
Calascibetta nei pressi di Enna.

Il territorio è in prevalenza collinare con modeste pianure. I rilievi montuosi principali sono i monti Erei, di altitudine media inferiore ai mille metri, che occupano la parte centrale e meridionale del territorio; i Nebrodi a nord, raggiungono un'altitudine più considerevole, le cui vette più alte oscillano tra i 1192 m del Monte Altesina e i 1559 m del Monte Sambughetti. Il territorio annovera alcuni tra i comuni più elevati in altezza sul livello del mare; Enna, che sorge a un'altitudine superiore ai 900 m sul mare è il capoluogo di ente territoriale sovracomunale più alto d'Italia mentre Troina è uno dei comuni più alti della Sicilia (oltre 1200 m).
Il territorio pianeggiante, nella parte centro-orientale, è costituito principalmente da un'ampia porzione della piana di Catania coltivata in parte ad agrumi, nei pressi della cittadina di Catenanuova e una porzione coltivata a cereali ad Aidone. Una conca basso-collinare è costituita dalla valle del fiume Dittaino, che da Enna digrada sino alla pianura, al cui interno si sono sviluppate alcune attività produttive agricole e piccole industrie e che ha rappresentata l'area di penetrazione più propizia per gli assi viari e ferroviari.

### Laghi
Il territorio ospita otto laghi medio-grandi, per la maggior parte artificiali e a servizio dell'agricoltura. Nei maggiori è praticabile la pesca, eccetto che a Pergusa sotto vincolo di riserva naturale. Il lago di Pergusa, vicino ad Enna, è l'unico lago naturale della Sicilia e riserva regionale. Il lago di Pozzillo, in territorio di Regalbuto è, con i suoi 150 000 000 di metri cubi d'acqua, il maggiore bacino artificiale dell'isola ed è chiuso da un'imponente diga. Il lago di Ancipa (Troina), situato in uno scenario naturalistico importante, a oltre 900 m s.l.m., fornisce acqua potabile alla popolazione dell'ennese e di ampie zone del nisseno. Altri bacini sono il lago Nicoletti (Leonforte), il lago di Ogliastro (Aidone), il lago Olivo (Piazza Armerina) e il lago Morello (Villarosa) in prevalenza fornitori di acqua per i campi che li circondano.

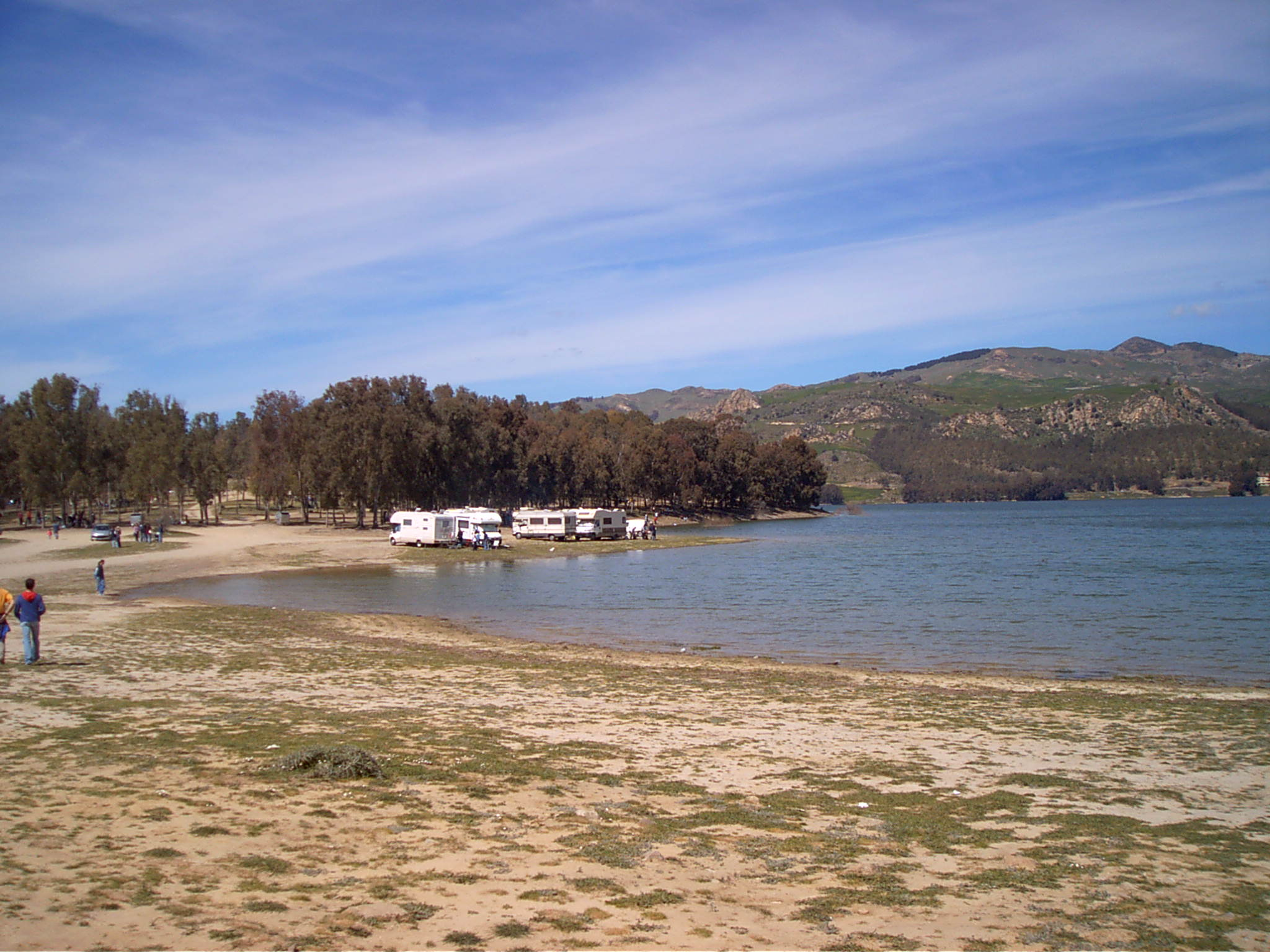
Scorcio del lago di Pozzillo
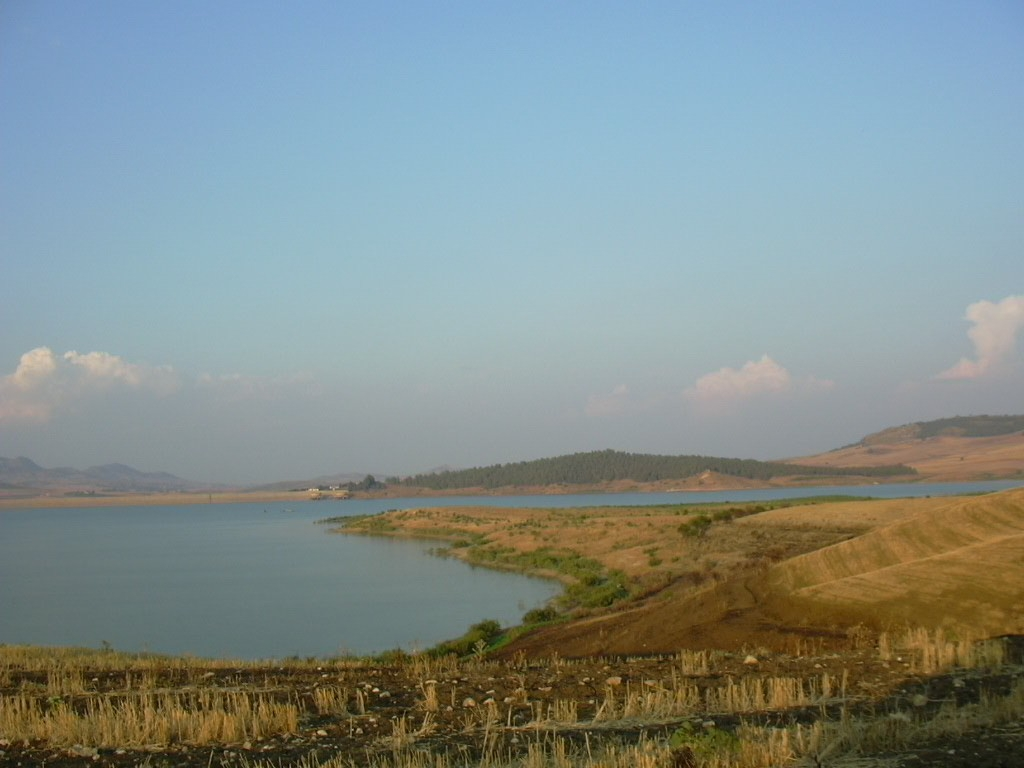
Diga e lago Ogliastro
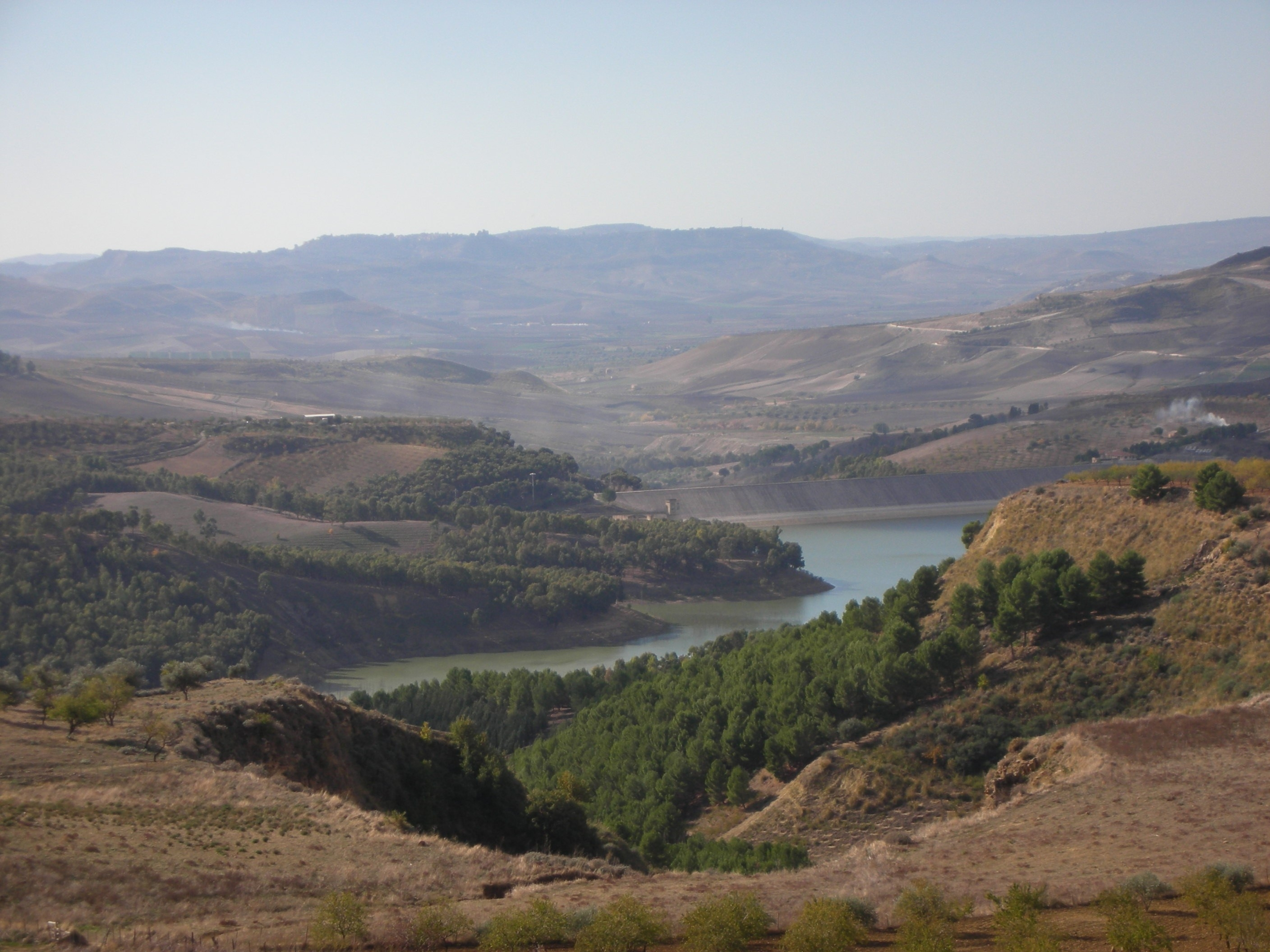
Diga e lago Olivo

#### Lago Pergusa
(Ovidio, Metamorfosi)

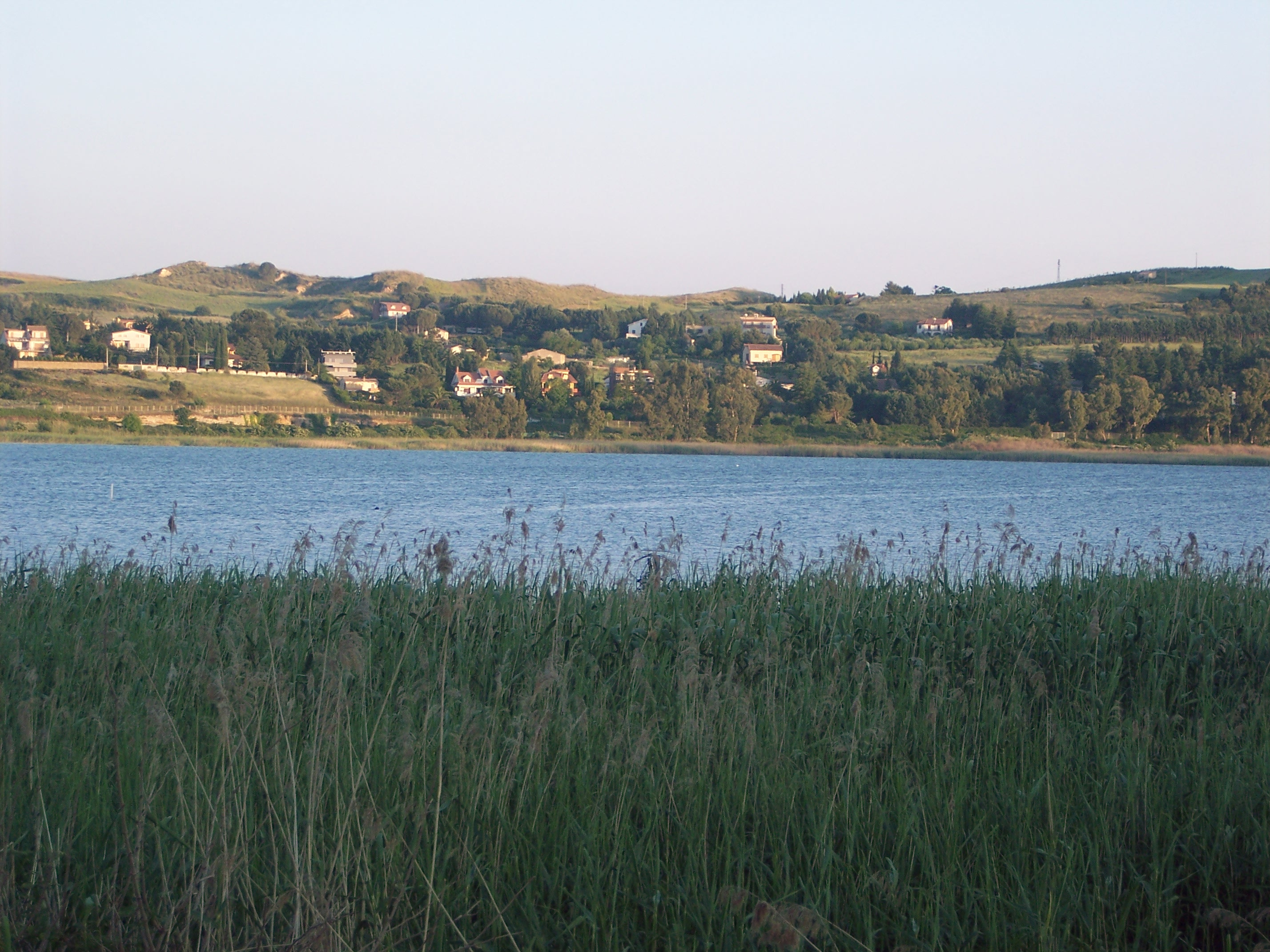
Scorcio del lago

È al centro di una corona di alture che toccano i 911 m d'altitudine con il Monte Carangiaro e formano la Conca Pergusina; noto sin dall'epoca classica come lago di Pergo, su cui scrissero Ovidio, Claudiano e Cicerone, è teatro del mitico Ratto di Proserpina. Privo di immissari e di emissari è alimentato dalle falde e dalle precipitazioni; il bacino imbrifero, l'unico naturale dell'isola, riveste un'importanza centrale per l'avifauna della Sicilia intera. Nel giuncheto, nel canneto, nella Selva demaniale e nelle verdi colline che circondano il lago, svernano, transitano o risiedono oltre metà delle specie di uccelli di cui si è accertata la presenza in Sicilia. Tra queste, numerose sono quelle rare, come l'Airone rosso, il Falco di palude, la Moretta tabaccata e la Coturnice sicula, oltre alle più comuni frequentatrici, come le folaghe, nitticore, il mignattaio, l'alzavola, il mestolone, il fischione ed altri. È sede di una riserva naturale). Il lago, essendo utilizzato intensamente per uso potabile dalle città circostanti ha rischiato di prosciugarsi nell'ultimo decennio del XX secolo.

### Fiumi
I fiumi principali del Libero consorzio comunale sono a regime torrentizio e diretti verso foci marine oppure laghi. I più importanti corsi d'acqua, cardini dell'idrografia isolana, sono il, detto anche Imera meridionale, che nasce nel palermitano e si getta nel Mediterraneo e il Salso che affluisce nel Simeto in un'area in cui l'erosione dell'acqua ha creato delle pittoresche forre laviche. Altri fiumi di rilievo sono il Dittaino, importante affluente del Simeto, il Gornalunga, che forma il lago di Ogliastro e confluisce artificialmente nel Simeto nei pressi della foce, il Morello, che alimenta l'omonimo lago in territorio di Villarosa per poi confluire nell'Imera meridionale e infine il cosiddetto Fiume di Sotto di Troina che scorre a valle della cittadina da cui prende nome, anch'esso affluente del Simeto.

### Riserve naturali
| Nome della Riserva                                                        | Caratteristiche | Comune/i                                            |
| ------------------------------------------------------------------------- | --- | --------------------------------------------------- |
| Riserva naturale speciale Lago di Pergusa                                 | Fu istituita nel 1995 dalla Regione Siciliana come la prima Riserva speciale dell'isola, e poi riconosciuta Sito d'Importanza Comunitaria dall'Unione europea. Divisa nei settori A e B, consta del Lago di Pergusa, di canneto, giuncheto per la nidificazione, pineta attrezzata. | Enna                                                |
| Riserva naturale orientata Monte Altesina                                 | Monte che sfiora i 1200 m s.l.m., di forma piramidale, sulla cui vetta vi è traccia di un abitato preistorico utilizzato fino al Medioevo, con una querceta e una lecceta, quest'ultima tra le più alte del mondo. | Nicosia, Leonforte                                  |
| Riserva naturale orientata Sambuchetti-Campanito                          | Area montuosa tra le vette del Campanito e del Sambuchetti, che, con 1559 m d'altitudine, è il punto più alto del consorzio comunale; ospita il bosco della Giumenta, i margi, zone umide dove le acque scorrono a valle, con pozzi, prati inondati, piccole paludi e pittoreschi laghetti di montagna (il più alto a 1300 m s.l.m.), che ghiacciano d'inverno. Acquedotto medievale; scala bizantina che sale sulla Rocca Campanito con cerchi di pietrame d'uso medievale. Suggestiva la Grotta dei Nevaioli. | Nicosia, Cerami                                     |
| Riserva naturale orientata Vallone di Piano della Corte                   | Vallone digradante verso la valle del Dittaino, vi cui cresce una fitta e rigogliosa vegetazione a galleria; è attraversata da torrenti e presenta una prateria di aghifoglie, oltre a specie quali la volpe e l'istrice. | Agira                                               |
| Riserva naturale orientata Monte Capodarso e Valle dell'Imera Meridionale | Tra le maggiori aree protette dell'Isola, include, in un ambiente fluviale, le gole di Capodarso, la Grotta delle Meraviglie con cavità inesplorate, i resti di un centro indigeno ellenizzato, con una scala antichissima scavata nella roccia di cui non si è compreso il significato. | Enna, Pietraperzia, Caltanissetta                   |
| Riserva naturale Forre laviche del Simeto                                 | Ingrottato lavico del fiume Simeto, che sprofonda in un punto a decine di metri, laddove sorge il ponte dei Saraceni, più volte ricostruito, ma risalente al I-II secolo d.C. | Centuripe, Bronte (CT), Adrano (CT), Randazzo (CT)  |
| Riserva naturale orientata Rossomanno-Grottascura-Bellia                  | In un vastissimo demanio forestale d'antica origine, creato e mantenuto nel tempo perché ne usufruissero i cittadini di Enna e Piazza, è stato integrato di eucaliptus e piantagioni, e conserva i resti del villaggio medievale di Rossomanno e le cosiddette "pietre incantate". | Piazza Armerina, Valguarnera Caropepe, Aidone, Enna |
| Parco dei Nebrodi - Diga di Ancipa                                        | Diga di Ancipa all'interno dei 4200 ettari di bosco gestiti dal Comune di Troina. | Troina                                              |

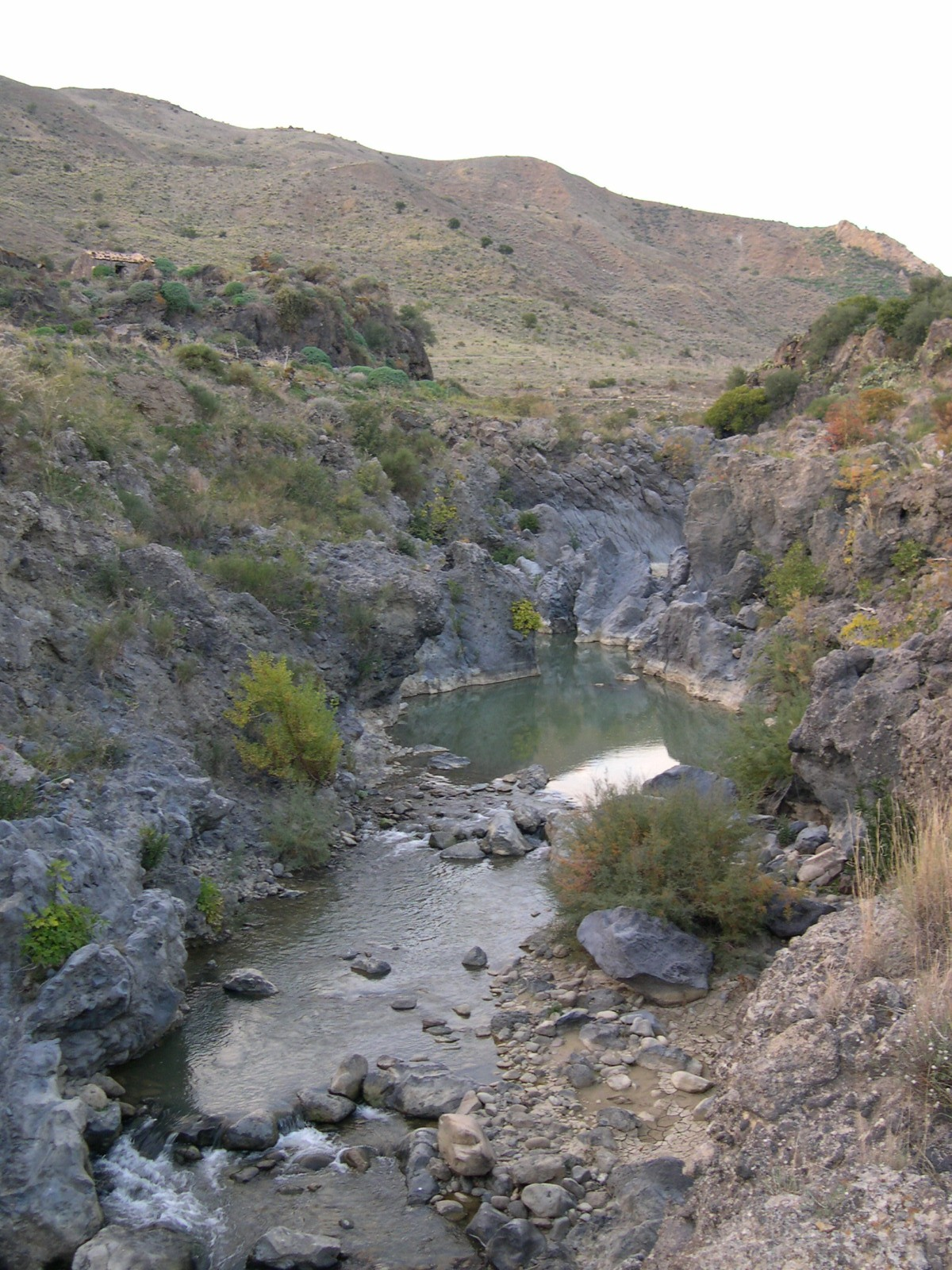
Il Simeto
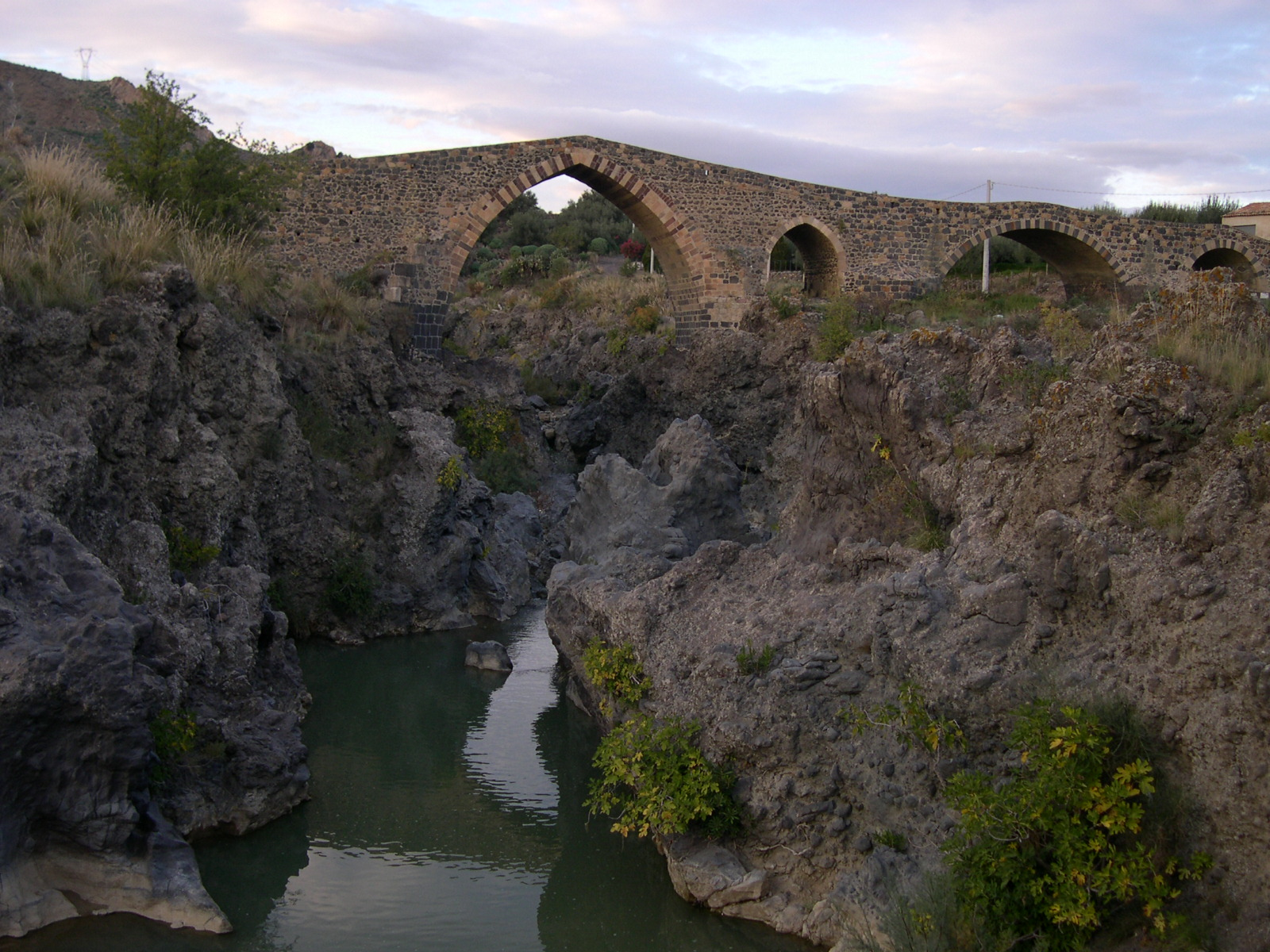
Il «Ponte dei Saraceni» nella Riserva delle Forre Laviche del Simeto
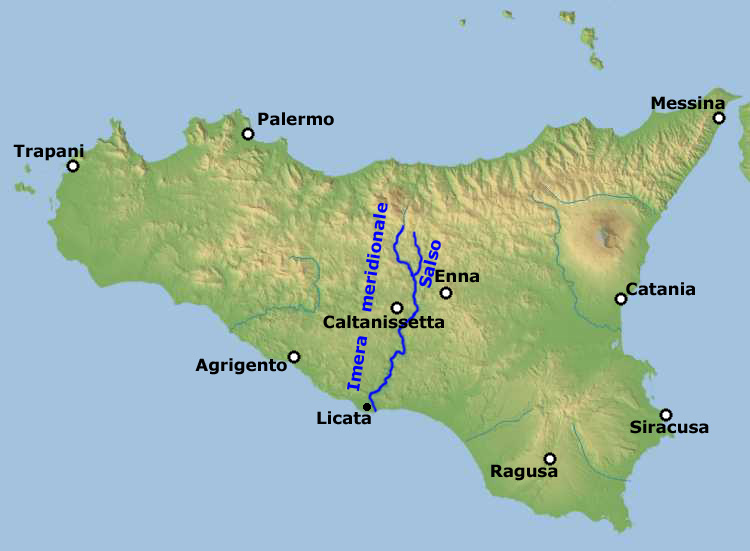
Il corso del Salso o Imera meridionale

### Clima
Il clima varia tra il montano e il mediterraneo (per le temperature). Le precipitazioni medie annue sono di circa 500 mm e pongono il territorio fra quelli meno umidi in Sicilia.
- L'inverno è generalmente caratterizzato da temperature rigide nei comuni di altitudine elevata ma che difficilmente scendono sotto lo zero. La neve caratterizza i centri della zona nord (soprattutto Troina) e a volte anche Enna. Nei monti Sambughetti, Campanito e Altesina le precipitazioni nevose sono frequenti e copiose. Parte della piovosità è concentrata in questa stagione.
- La primavera e l'autunno sono le stagioni verdi per eccellenza con moderate piogge; gli estesi rilievi collinari si colorano del verde degli estesi campi di grano.
- L'estate spesso è caratterizzata da siccità con un caldo secco. Le temperature sono generalmente elevate (intorno ai 30-35 °C, ma ultimamente anche oltre i 40 °C).

## Popolazione
Con 151 795 abitanti, Enna figura tra le 15 province o ex province meno popolate d'Italia. La densità demografica risulta anch'essa a livelli assai inferiori rispetto alla media nazionale e regionale, entrambe due volte e mezzo maggiori rispetto a quella del territorio ereo, che conta 59 ab./km². Il dato è spiegabile sia per il territorio caratterizzato dalla presenza di molti rilievi irregolari, stretto tra Nebrodi e Erei e dalla scarsa estensione di superfici pianeggianti oltre che da fattori storico-sociali quali un forte flusso migratorio che ha raggiunto l'apice tra gli anni cinquanta e sessanta del Novecento causato da una profonda crisi economica. La popolazione residente ha subito alla fine del XX secolo un'inversione di tendenza, con un saldo positivo sino al 1990, quando si toccarono i 186 000 abitanti. Da allora è ripresa la decrescita. Nonostante le attività agricole e di allevamento la popolazione è concentrata quasi del tutto nei centri abitati.

### Enna

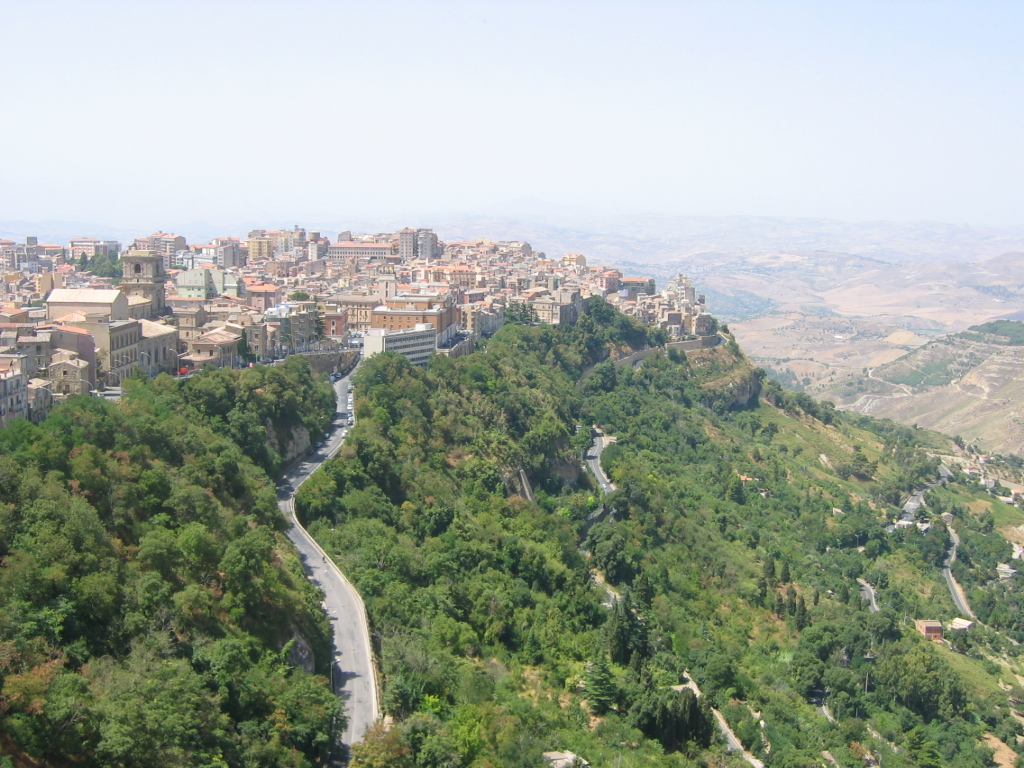
Scorcio del centro storico di Enna

Enna è, con 24 979 abitanti il principale centro del libero consorzio.

La città ha un centro storico prettamente medioevale. Fra i principali monumenti di Enna il Castello di Lombardia, il Duomo, la Torre di Federico II e alcuni musei di rilievo, il Museo Alessi e il Museo Archeologico Regionale.

La parte di espansione moderna è chiamata Enna Bassa perché localizzata a valle; è sede dell'università e delle principali attività commerciali.

Nella valle del Dittaino vi è il Polo Industriale di Enna; a Pergusa l'autodromo omonimo.

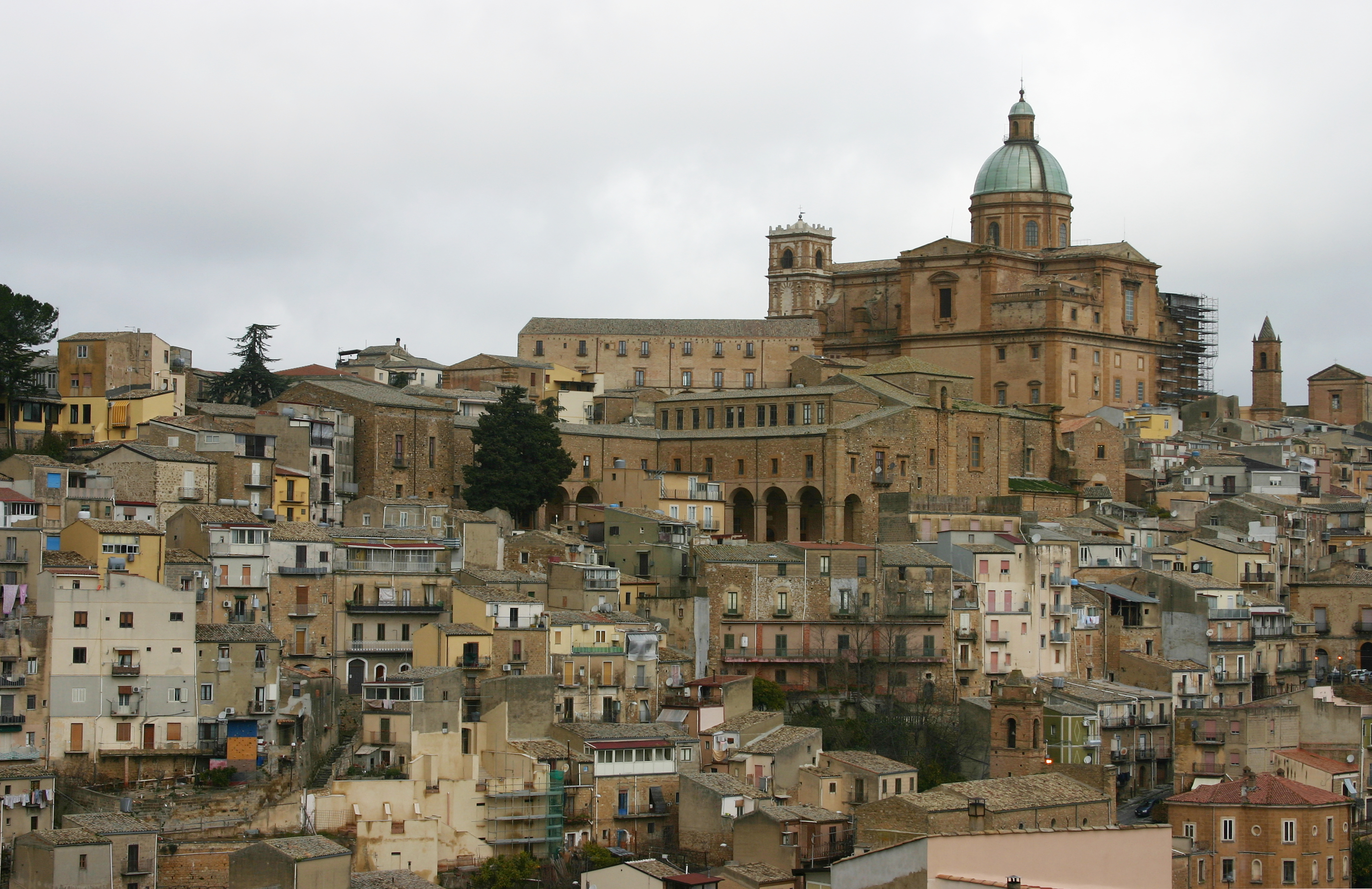
Veduta di Piazza Armerina

### Piazza Armerina
Piazza Armerina, con 20 509 ab., seconda città dell'ennese; forte di un grande richiamo turistico, datole principalmente dalla Villa del Casale, patrimonio dell'umanità dell'UNESCO, ma altresì dal suo pregevole centro storico barocco e normanno; fino al 1927 era sede di sottoprefettura e capoluogo di un circondario che fu in seguito aggregato alla nascente provincia. Cittadina d'impianto normanno-medievale, l'antica Piazza è alquanto vivace come punto di riferimento per i centri minori che sorgono attorno ad essa e svolge un ruolo d'attrazione interprovinciale, inoltre è sede di vescovado con la seconda diocesi più estesa della Sicilia. Città d'arte con un pregevole patrimonio archeologico, storico, artistico e naturale, nota come la "Città dei Mosaici e del Palio dei Normanni", è candidata al titolo di "Capitale Italiana della Cultura 2018".

### Nicosia
Nicosia, (Necöscia) è un comune di 12 465 ab., dove si parla il dialetto galloitalico di Sicilia, ed è la città principale dell'area nord. Ha un centro-storico ricco di opere d'arte e di palazzi nobiliari. La città dal 1817 è sede di vescovado ed è probabilmente la diocesi più piccola d’Italia.
Nel Medioevo divenne la quarta città demaniale della Sicilia, preceduta da Palermo, Messina, e Catania; sotto gli Svevi ebbe una grande ascesa e nel 1209 venne nominata Civitas Constantissima da Federico II. Nel 1337 Pietro II d’Aragona vi tenne un parlamento. Durante la dominazione spagnola, nell’ottobre del 1535, la città ricevette la visita di Carlo V, il quale vi conferì diversi privilegi.
Già nel XIX secolo, a Nicosia, erano presenti 24 Baronie, due Marchesi, un Conte e altre famiglie gentilizie; inoltre esistevano 84 chiese, sei conventi, quattro monasteri e numerose confraternite.

Dall'Unità d'Italia (1861), Nicosia divenne capoluogo di circondario e tale rimase fino al 1927, quando passò dalla provincia di Catania alla nuova provincia di Enna.

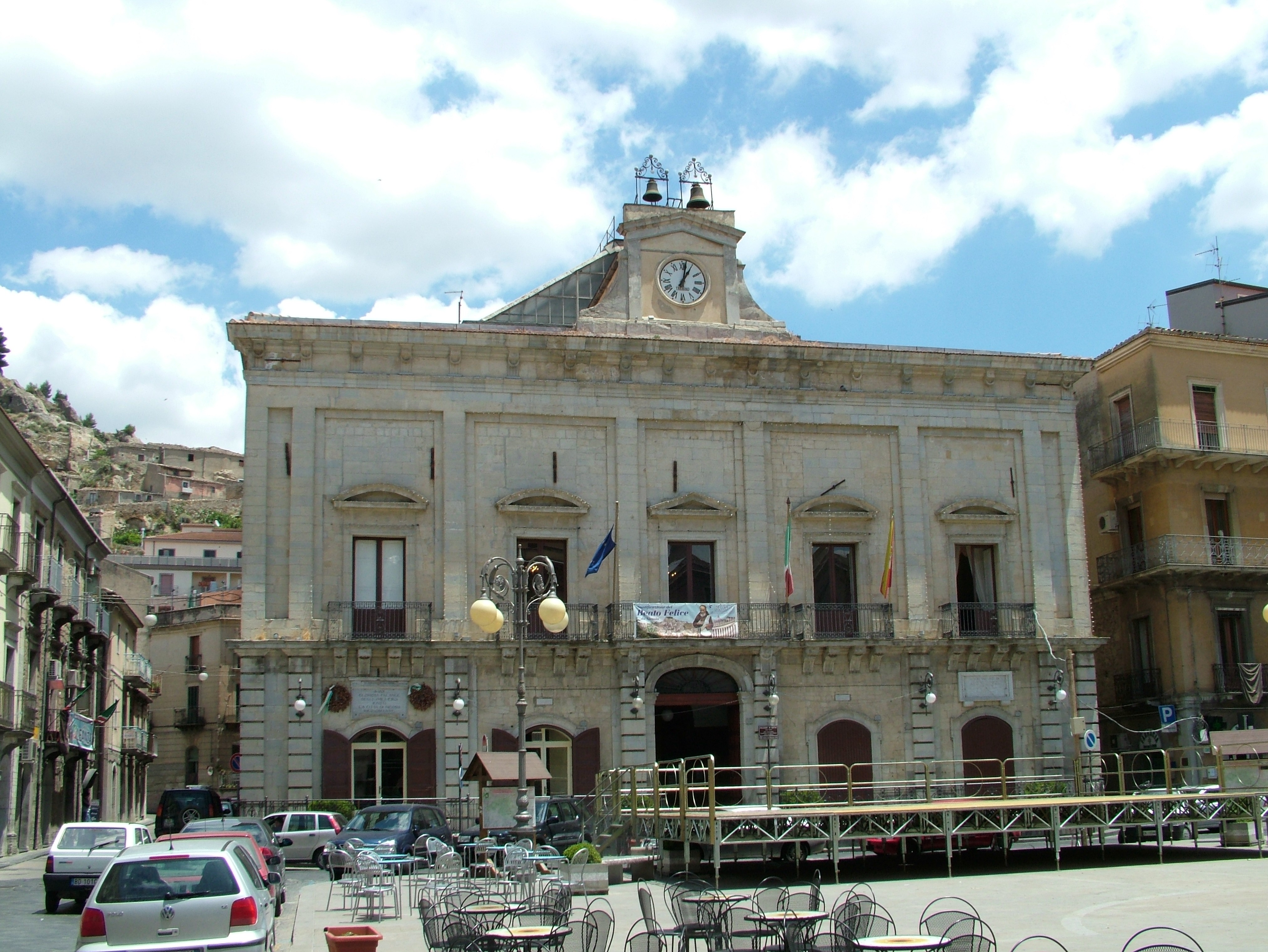
Il municipio di Nicosia

La cattedrale di Nicosia dedicata a San Nicola possiede un soffitto ligneo di particolare pregio artistico, mentre la basilica di Santa Maria Maggiore possiede la cona marmorea di Antonello Gagini realizzata tra il 1499-1512, opera del Rinascimento siciliano, per la sua grandezza è l'unica in Sicilia. È sede presso la chiesa di San Biagio il Museo diocesano di arte sacra con opere che vanno dal XIII secolo al XIX secolo.
Nicosia ha anche una grande stazione ferroviaria di cui rimane solo l'imponente fabbricato viaggiatori; nonostante molte opere d'arte fossero già state eseguite la ferrovia non vi giunse mai e dal 1956 in poi il tutto venne abbandonato.

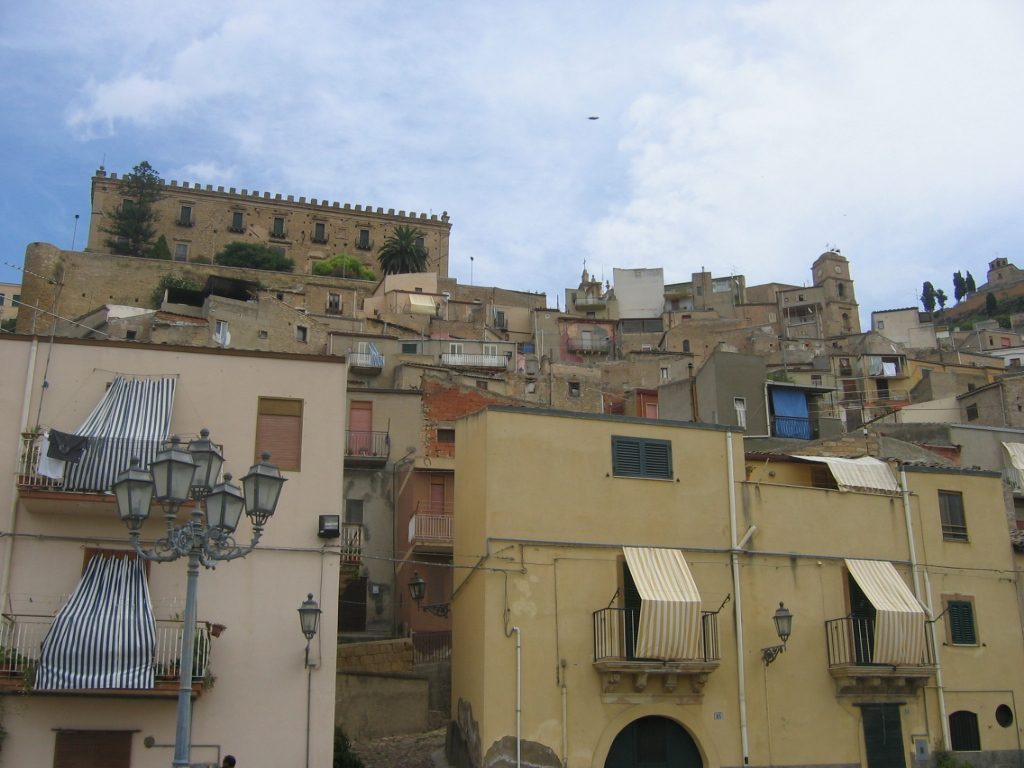
Leonforte

### Leonforte
Leonforte, con 12 075 ab., è la seconda città della zona centrale del libero consorzio comunale ed ha stretti rapporti di pendolarismo con il capoluogo. È sede di un ospedale e di una caserma dei vigili del fuoco. Fondata dalla famiglia nobiliare dei Branciforte nel XVII secolo, possiede un interessante patrimonio artistico e naturalistico. Leonforte era raggiunta da una pittoresca ferrovia a cremagliera che la collegava alla ferrovia principale Palermo-Catania; venne soppressa nel 1959 e in seguito smantellata. Il comprensorio aveva numerose miniere di zolfo.

## Comuni

Cartina del libero consorzio con rappresentati i confini comunali

Appartengono al libero consorzio comunale di Enna i seguenti 20 comuni:
| Comune                 | Abitanti | Stemma | altitudine    |
| ---------------------- | -------- | ------ | ------------- |
| Agira                  | 7531     |        | 650 m s.l.m.  |
| Aidone                 | 4218     |        | 800 m s.l.m.  |
| Assoro                 | 4731     |        | 850 m s.l.m.  |
| Barrafranca            | 11455    |        | 450 m s.l.m.  |
| Calascibetta           | 3966     |        | 691 m s.l.m.  |
| Catenanuova            | 4472     |        | 170 m s.l.m.  |
| Centuripe              | 4982     |        | 730 m s.l.m.  |
| Cerami                 | 1868     |        | 970 m s.l.m.  |
| Enna                   | 24979    |        | 931 m s.l.m.  |
| Gagliano Castelferrato | 3132     |        | 651 m s.l.m.  |
| Leonforte              | 12056    |        | 703 m s.l.m.  |
| Nicosia                | 12445    |        | 724 m s.l.m.  |
| Nissoria               | 2787     |        | 691 m s.l.m.  |
| Piazza Armerina        | 20497    |        | 721 m s.l.m.  |
| Pietraperzia           | 6198     |        | 476 m s.l.m.  |
| Regalbuto              | 6540     |        | 520 m s.l.m.  |
| Sperlinga              | 652      |        | 750 m s.l.m.  |
| Troina                 | 8275     |        | 1121 m s.l.m. |
| Valguarnera Caropepe   | 6753     |        | 590 m s.l.m.  |
| Villarosa              | 4258     |        | 523 m s.l.m.  |

## Amministrazione
Dal 2015 al 2025 il libero consorzio è stato retto da un commissario straordinario di nomina regionale.
Un decreto del presidente della Regione Siciliana ha indetto le elezioni in Sicilia per il giorno di domenica 27 aprile 2025 dei "Presidenti e dei Consigli dei liberi Consorzi comunali di Agrigento, Caltanissetta, Enna, Ragusa, Siracusa e Trapani nonché dei Consigli Metropolitani di Palermo, Catania e Messina".
Il 27 aprile 2025 si sono tenute le elezioni di secondo livello per eleggere il primo consiglio provinciale, composto da 10 consiglieri, nell'ambito delle Elezioni del Consiglio Provinciale 2025. Il medesimo giorno si sono tenute le prime elezioni per il presidente del libero consorzio, vinte dal sindaco di Calascibetta, Piero Capizzi.

### Commissari straordinari di nomina regionale (2015–2025)
| Nominativo         | Mandato           | Mandato           |
| Nominativo         | Inizio            | Fine              |
| ------------------ | ----------------- | ----------------- |
| Pietro Lo Monaco   | 4 agosto 2015     | 7 gennaio 2016    |
| Angela Scaduto     | 7 gennaio 2016    | 29 settembre 2016 |
| Margherita Rizza   | 29 settembre 2016 | 30 gennaio 2018   |
| Ferdinando Guarino | 30 gennaio 2018   | 31 dicembre 2019  |
| Girolamo Di Fazio  | 31 dicembre 2019  | 28 aprile 2025    |

### Presidenti del Libero consorzio comunale (dal 2025)
| Nº | Nº | Ritratto | Nome                        | Mandato        | Mandato   | Partito             | Elezione | Note   |
| Nº | Nº | Ritratto | Nome                        | Inizio         | Fine      | Partito             | Elezione | Note   |
| -- | -- | -------- | --------------------------- | -------------- | --------- | ------------------- | -------- | ------ |
| 1  |    |          | Piero Antonio Santi Capizzi | 28 aprile 2025 | in carica | Partito Democratico | 2025     | [ 23 ] |

## Infrastrutture e trasporti
Il territorio di Enna è attraversata da alcuni degli assi principali della viabilità regionale di collegamento tra la Sicilia orientale, quella centrale e quella nord-occidentale che costituiscono la via più rapida di connessione tra Palermo e Catania, le due maggiori aree urbane dell'isola. Particolare importanza assume allo scopo la valle del Dittaino che è solcata dall'autostrada A19, dalla strada statale 192, da varie strade provinciali e dalla ferrovia Palermo-Catania.

### Rete stradale

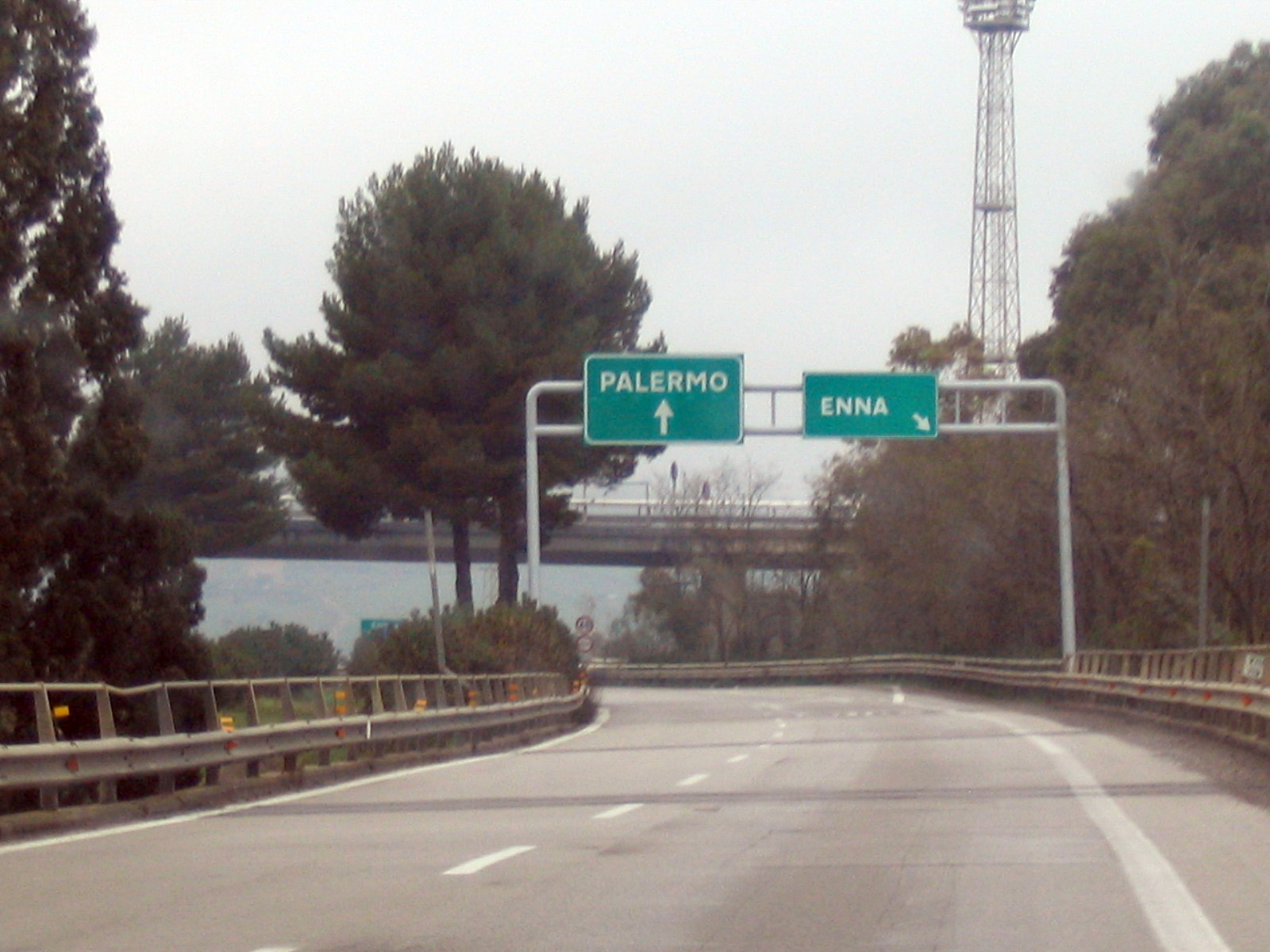
Lo svincolo di Enna della A19.

Il territorio è attraversato in larga parte dall'autostrada A19, che tagliandolo quasi a metà, costituisce la spina dorsale della viabilità della zona. Essa conta nei confini del libero consorzio 5 svincoli, ai quali si innestano una serie di strade statali: la 121 tra Palermo e Catania, che s'innerva nella zona centro-settentrionale del consorzio, attraversando i comuni di Villarosa, Leonforte, Nissoria, Agira e Regalbuto; la 192 che inizia ad Enna per Catenanuova e Catania; la 117, dai pressi di Leonforte per Nicosia e Santo Stefano di Camastra a nord, la 117 bis da Enna per Piazza Armerina e Gela, inizialmente come Strada statale 561 Pergusina. La strada statale 122 agrigentina tramite la parte iniziale della strada statale 117 bis centrale sicula collega Enna con Caltanissetta. La parte settentrionale del territorio ennese è attraversata dalla strada statale 120 delle Madonie e dell'Etna che collega Nicosia con Cerami e Troina. Quest'ultimo centro è collegato con Paternò (CT) tramite la strada statale 575 di Troina. Nei pressi di Piazza Armerina si diparte dalla SS 117 bis centrale sicula la strada statale 288 di Aidone che la collega con la SS 192. I comuni di Pietraperzia e Barrafranca sono attraversati dalla strada statale 191 di Pietraperzia che collega i due centri con Caltanissetta e con il Bivio Vigne Vanasco SS 190. Le strade statali assolvono alla funzione di collegamento fra i centri più grandi e sono integrate dalle provinciali che da esse si diramano svolgendo spesso un ruolo fondamentale nella viabilità locale.

### Rete ferroviaria
La ferrovia Palermo-Catania, che attraversa tutto il territorio ennese da ovest ad est, ha alcuni tra gli scali ferroviari viaggiatori più importanti della linea quali le stazioni di Enna, Catenanuova e Villarosa (quest'ultima sede di un originale museo ferroviario) e per le merci, con la stazione di Dittaino a servizio dell'area industriale e un tempo sede di notevole traffico viaggiatori in quanto diramazione per le ferrovie a scartamento ridotto per Piazza Armerina e per Leonforte.
Nell'area del consorzio insistevano anche alcune tratte ferroviarie delle FS dismesse tra la fine degli anni settanta e gli anni ottanta. Uno dalla stazione di Motta Sant'Anastasia che attraversava il territorio di Centuripe giungendo a Regalbuto; uno a scartamento ridotto tra Dittaino, Valguarnera Caropepe e Piazza Armerina dismesso alla fine degli anni sessanta, la cui sede è stata in parte utilizzata per la strada a scorrimento veloce per Piazza Armerina e in parte riadattato a pista ciclabile e un altro a cremagliera che dalla stazione di Dittaino si inerpicava fino ad Assoro e Leonforte e che avrebbe dovuto raggiungere Nicosia, anch'esso chiuso e smantellato.

### Trasporto aereo
Il territorio ennese si è dotato di un'infrastruttura per il trasporto aereo a uso civile con l'attivazione, nel 2007, di un idroscalo per idrovolanti nel lago Nicoletti vicino al capoluogo; la struttura tuttavia è rimasta pressoché inattiva.

## Economia
L'economia ennese è stata sempre legata all'agricoltura e all'attività mineraria. L'agricoltura ha origini remote. Infatti già in epoca romana la Sicilia era definita il granaio di Roma. La caduta di Roma mise in crisi l'economia fino all'introduzione del sistema feudale attuato dai Normanni. Tuttavia, come diversi altri territori non riuscirà più ad affrancarsi dal feudo per secoli e il latifondo costituì di fatto il principale freno alla crescita. L'attività mineraria delle numerose e importanti solfare e i giacimenti di sali potassici furono fonte di reddito di sussistenza per la popolazione, con oltre 130 miniere sparse sul territorio ma anche, a causa delle tremende condizioni di lavoro, fonte di gravi effetti sociali. Dal secondo dopoguerra la popolazione ha subito una contrazione dovuta al copioso flusso di migratorio causato delle difficoltà economiche, specie fra gli anni cinquanta e sessanta del Novecento, in seguito al crollo dell'attività mineraria e della mancanza di redditività dei piccoli fondi agricoli che la riforma agraria del XX secolo aveva creato spezzettando il latifondo.
Nel 1962 il presidente dell'Eni Enrico Mattei ottenuta la licenza per l'estrazione del metano nei pressi di Gagliano Castelferrato aveva promesso proprio un piano di importanti investimenti per dare lavoro alle genti del territorio. L'idea di Mattei era quella di creare a Gagliano una sorta di sinergia tra il tessile e chimica ma quasi fatalmente, egli perì proprio nel viaggio aereo di ritorno da Catania a Milano. Il polo tessile che nacque solo successivamente, finì nel nulla già alla fine degli anni novanta.
La chiusura delle miniere di Pasquasia (fu la maggiore in Sicilia nell'estrazione dei sali potassici) e del complesso Floristella-Grottacalda nei pressi di Valguarnera Caropepe nella seconda metà degli anni settanta ha segnato la fine dell'attività estrattiva. 
Pur essendo mutate le prospettive del cuore di Sicilia i problemi storici del territorio, costituiti dalla disoccupazione e dalla carenza idrica continuano a bloccarne lo sviluppo.
Il reddito medio pro-capite è circa il 67% rispetto al valore nazionale. La crisi idrica è invece dovuta principalmente alla difficile orografia del territorio, che richiederebbe forti investimenti mirati per una corretta gestione delle risorse idriche data la presenza di prolungati periodi siccitosi, ed alla inefficienza della rete distributiva.

### Agricoltura, allevamento e pesca

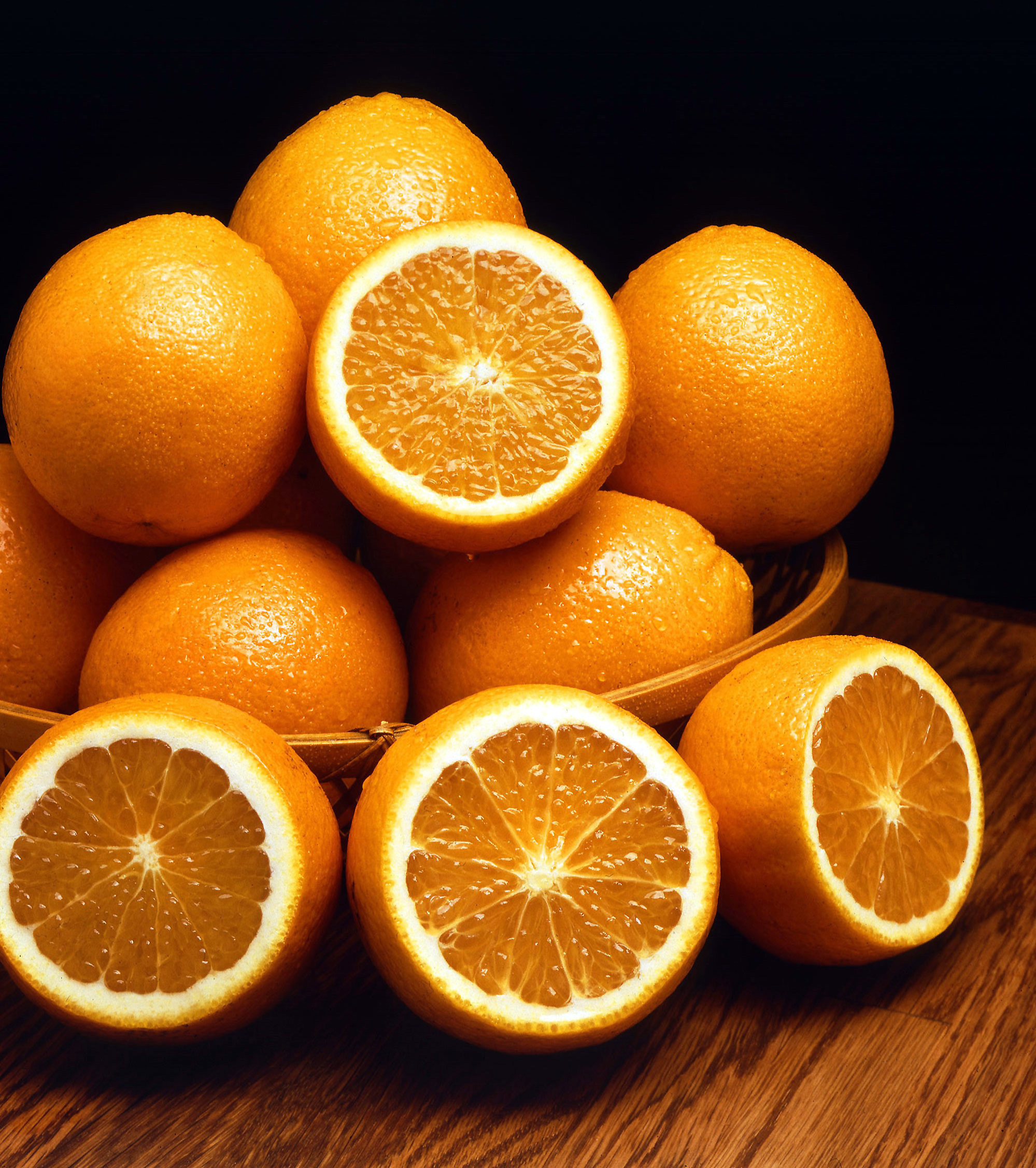
Le arance, prodotto tipico dei comuni che si affacciano sulla piana di Catania.

Le attività agricole sono nell'area ancora rilevanti. Le aziende agricole registrate sono circa 5 000 ed in buona parte hanno dimensioni elevate rispetto al contesto regionale ma sono spesso limitate alla conduzione familiare. Inoltre sono diverse le imprese operanti nell'indotto agricolo. Oltre la metà della superficie territoriale risulta coltivata, anche se in larga parte nella coltivazione estensiva del pregiato grano duro. Altre colture importanti sono quelle riguardanti l'olivo per la produzione di olio di oliva, del mandorlo e del nocciolo. Nella zona di Catenanuova e Centuripe, si trovano aranceti ed inoltre, si produce uva da tavola e da vino e lo zafferano ma si tratta di produzioni marginali.
Fra le specialità del territorio vi è la Pesca tardiva di Leonforte e la Fava larga di Leonforte.
Nel libero consorzio si pratica l'allevamento di bovini, suini ed ovini. L'allevamento tradizionale della zona era di tipo estensivo, fondato sul pascolo brado e transumante. L'allevamento più recente tende alla stabilità e alla dipendenza dalle risorse foraggere a carattere industriale.

### Industria ed energia
Nel libero consorzio è sviluppato un modello di impresa di tipo medio-piccolo. Alla camera di commercio risultano registrate circa 8 000 aziende mentre vi sono circa 7 000 unità locali produttive. Gli occupati dell'industria sono in tutto meno di 20 000 e la maggioranza delle imprese opera nell'edilizia. Importante è la manifattura artigianale e le attività industriali legate al settore del legname, dei mobili e dei fiammiferi nell'area nord del libero consorzio, il tessile è stato sviluppato in diverse aziende tra Valguarnera Caropepe e Gagliano Castelferrato, con un polo che dà lavoro a 1 000 operai oltre all'indotto, mentre tra Regalbuto e Centuripe sorge un complesso di industrie chimiche, attive nella lavorazione della gomma e nella produzione di attrezzature subacquee.
L'unica area industriale del territorio ennese è il Polo Industriale di Enna (o del Dittaino) con aziende operanti nei settori tessile, alimentare e hi-tech.
Nell'area è in crescita la produzione di energia eolica (Nicosia).

### Terziario
L'economia dell'ennese ha seguito una netta tendenza alla terziarizzazione, soprattutto nel capoluogo, dove la presenza degli uffici amministrativi, del commercio, del governo e dell'università generano una prevalenza della classe impiegatizia.
L'importanza del turismo ha subito una contrazione in termini di occupati dell'indotto; anche i centri di livello internazionale come Piazza Armerina sono interessati da turismo di mordi e fuggi.

## Cultura
Il bagaglio storico e naturalistico del territorio ha ottenuto l'importantissimo riconoscimento di Patrimonio dell'Umanità per la Villa del Casale, nei dintorni di Piazza Armerina.
Dal 2001 è in corso di realizzazione il Parco Culturale Rocca di Cerere, che copre l'area dei comuni di Enna, Calascibetta, Aidone, Assoro, Nissoria, Leonforte, Piazza Armerina, Valguarnera Caropepe, Villarosa e comprende le piccole comunità di San Giorgio, Borgo Cascino, Pergusa, Villapriolo, Cacchiamo.

### Istruzione
Nell'ennese sono presenti istituzioni scolastiche di tutti gli ordini e gradi. Massimo polo è il capoluogo dove si trovano quasi tutte le scuole secondarie. Nel dettaglio, in riferimento all'anno scolastico 2007, 29 istituti elementari (frequentate da un totale di 9 323 studenti), 26 scuole medie (6 339 studenti) e 104 istituti superiori, i cui studenti sono 9 554 in totale. Dei quasi 10 000 studenti che frequentano gli istituti superiori del libero consorzio più di un quarto si concentrano nel capoluogo. Gli istituti superiori del territorio ennese sono, in dettaglio: 12 licei classici, 13 licei socio-psicopedagogici (magistrali), 26 licei scientifici, 28 istituti professionali, 25 istituti tecnici per geometri e commerciali. Gli istituti più frequentati sono quelli scientifici (2 627 studenti), tecnici per geometri e commerciali (2 344), professionali (2 079), fanalini di coda per numero di iscritti i licei classici (1 000) e magistrali (1 500). Da rilevare una tendenza all'aumento degli iscritti rispetto agli anni precedenti, come confermano i dati relativi al numero di studenti delle prime classi (2 400) e delle quinte (1 500). Istituti scolastici di secondo livello si trovano inoltre a Piazza Armerina, Agira, Aidone, Barrafranca, Catenanuova, Centuripe, Gagliano Castelferrato, Leonforte, Nicosia, Piazza Armerina, Regalbuto, Troina e Valguarnera Caropepe.

#### Università
L'Università Kore (UKE), fondata nel 2004 è la quarta università della Sicilia. È l'unico ateneo siciliano nato dopo l'Unità d'Italia e rappresenta un'importante occasione di sviluppo per Enna anche tramite l'indotto da essa generato. È la nona università italiana per percentuale di studenti provenienti da fuori provincia (71% contro il 38 medio degli altri atenei siciliani) rappresentanti peraltro di tutte e 20 le regioni italiane.

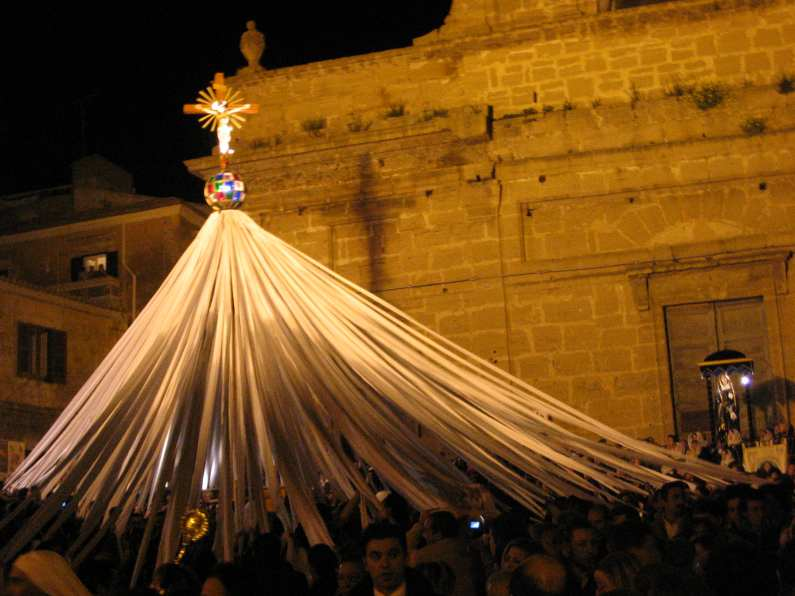
Lu Signuri di li fasci a Pietraperzia

### Folclore e fede
Il folclore e la cultura popolare si manifestano nel territorio ennese durante tutto il corso dell'anno.
Si va dal Carnevale di Regalbuto alle numerose feste patronali, fra le quali la Festa della Madonna della Visitazione, il Palio dei Normanni a Piazza Armerina il 13 e il 14 agosto.
Enna è sede del Concorso Internazionale per musicisti e cantanti lirici Francesco Paolo Neglia e del Concorso letterario Nino Savarese.
Molti i festeggiamenti della Settimana Santa:
a Enna si tiene la più importante con 15 confraternite a sfilare il Venerdì Santo lungo le vie cittadine. A Pietraperzia il rito del Signore delle Fasce, in cui i fedeli reggono nastri di diverso colore confluenti tutti in un grande crocifisso, retto dai confrati e portato in processione; anche la Settimana Santa di Catenanuova è molto sentita. Ad Aidone la settimana santa è arricchita dalla presenza dei santoni.

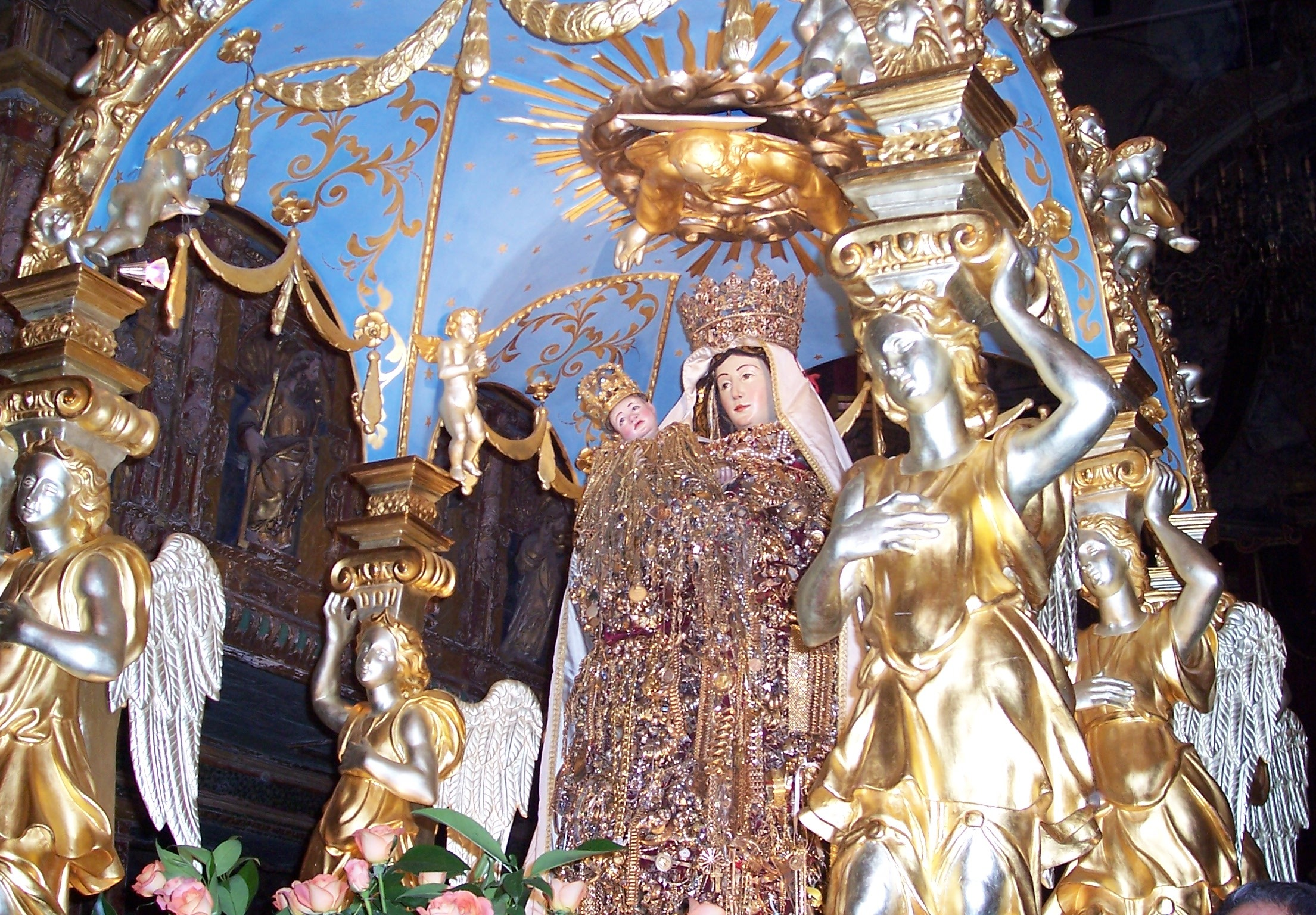
La processione della Madonna il 2 luglio ad Enna

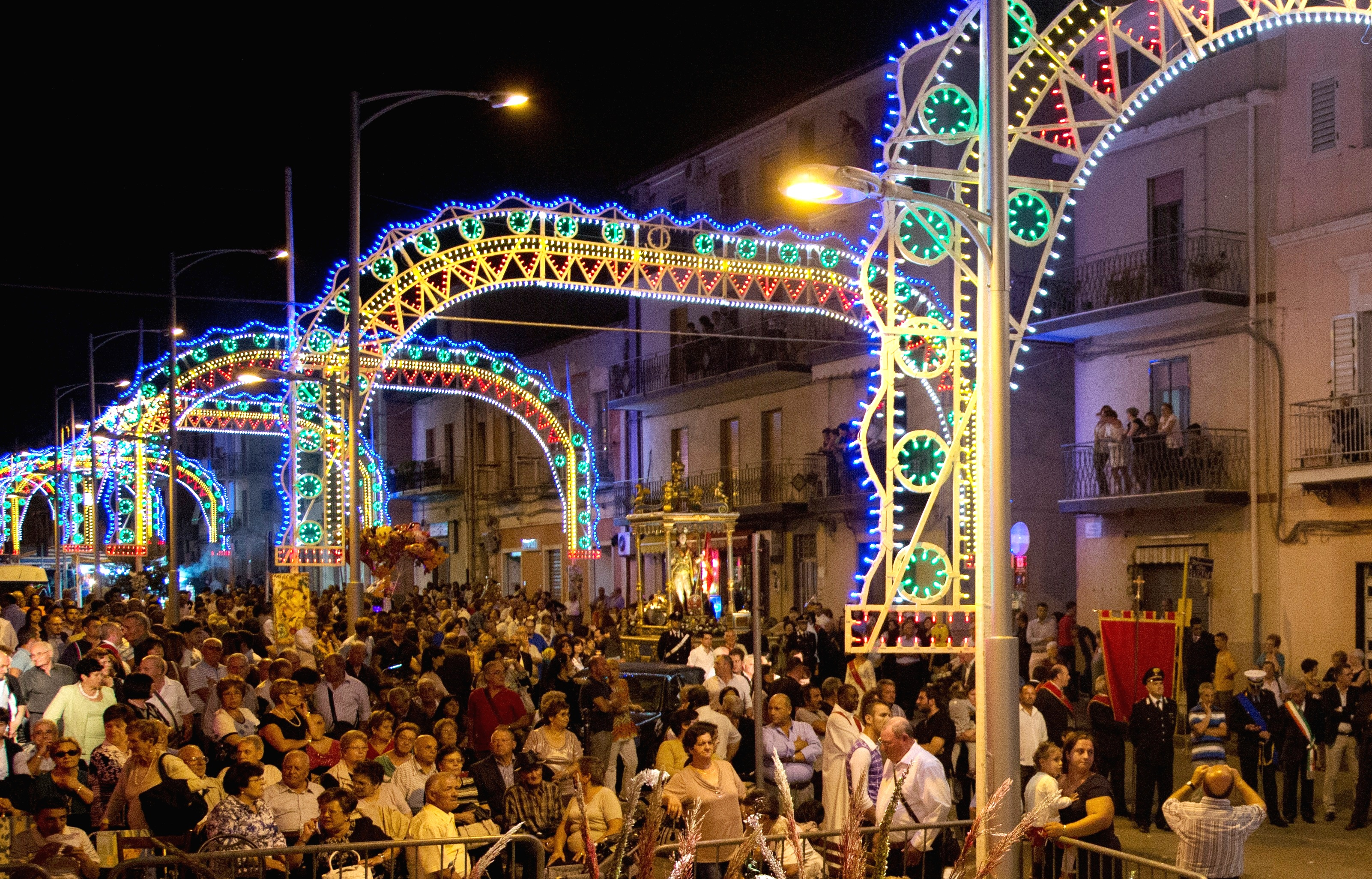
Festa patronale di San Prospero martire a Catenanuova

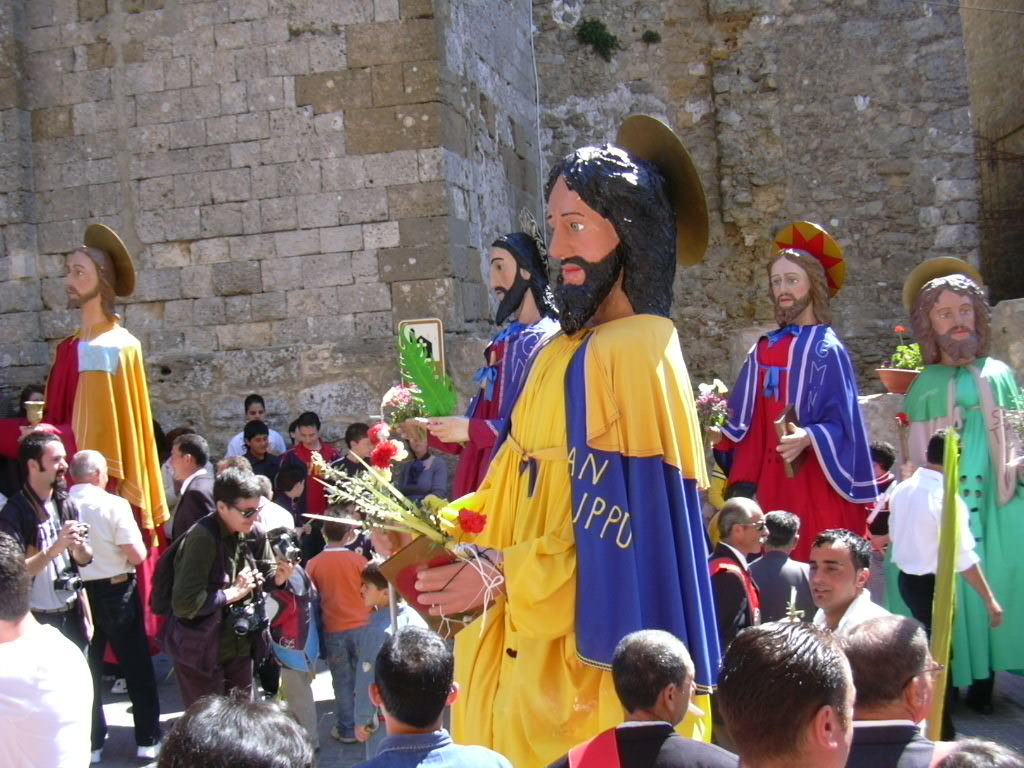
Domenica delle Palme ad Aidone, l'arrivo dei Santoni nella chiesa Madre

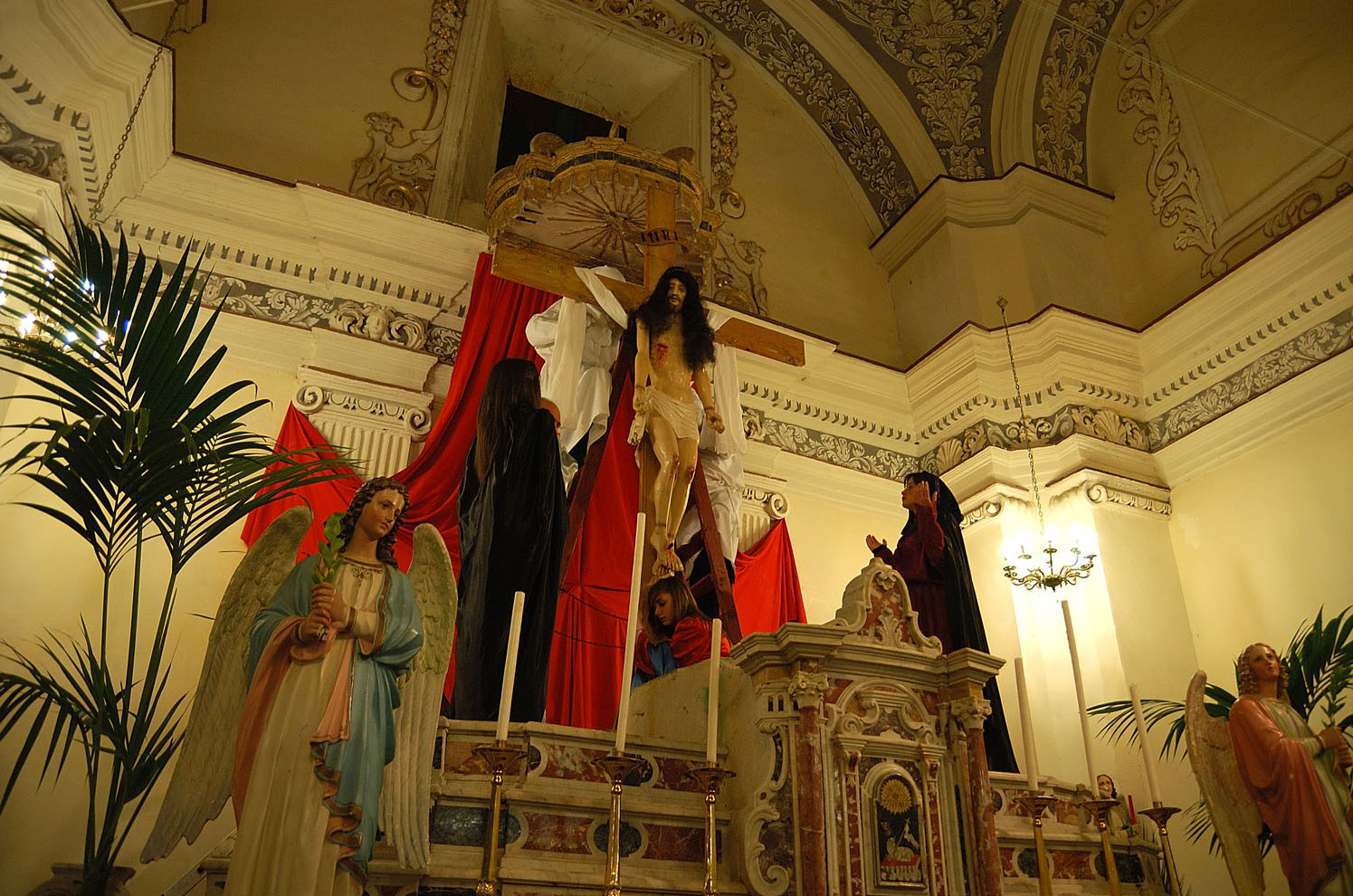
Venerdì Santo "a Scisa a Cruc' " ad Aidone

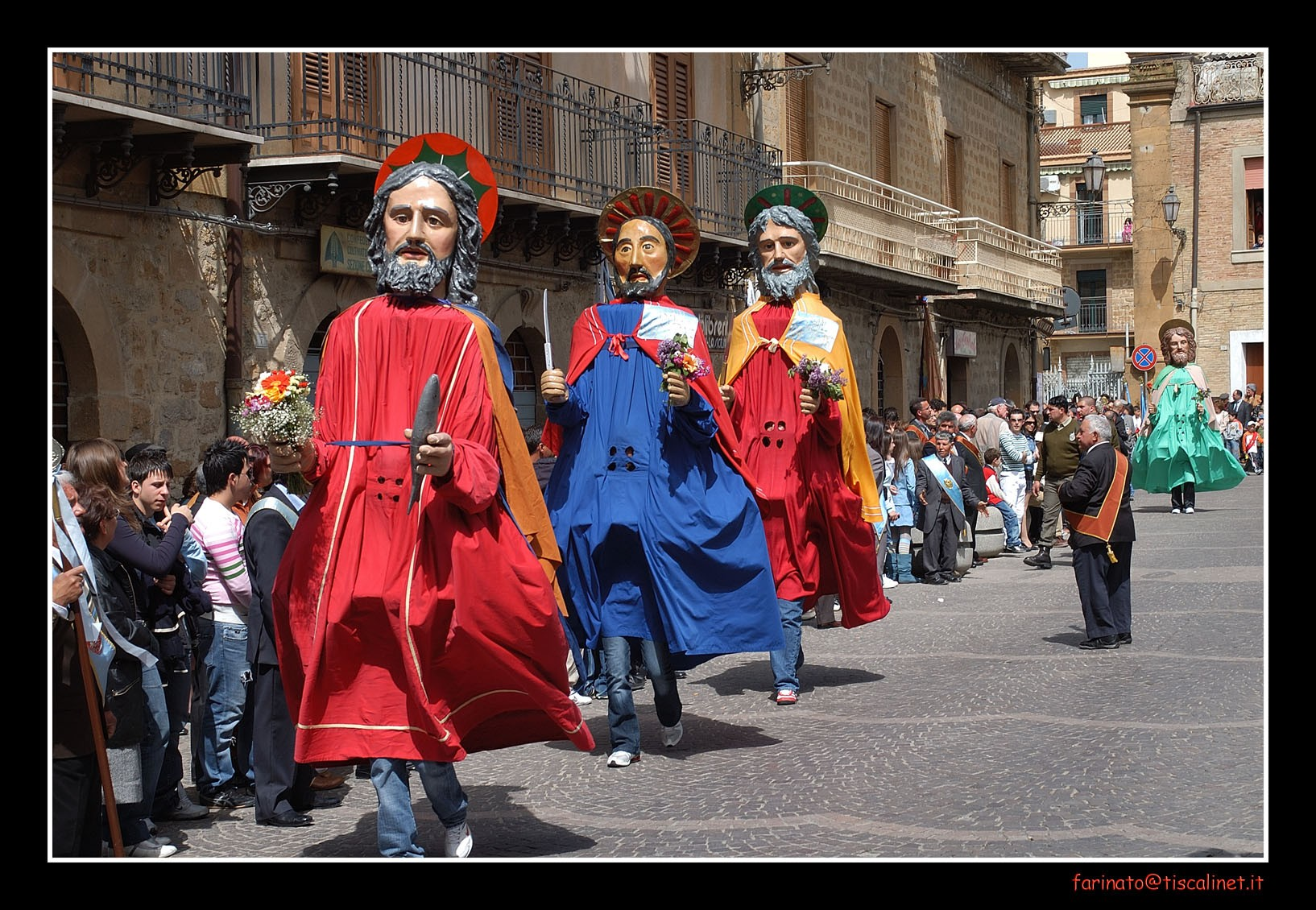
I "Santoni" nella "Giunta" di Pasqua ad Aidone

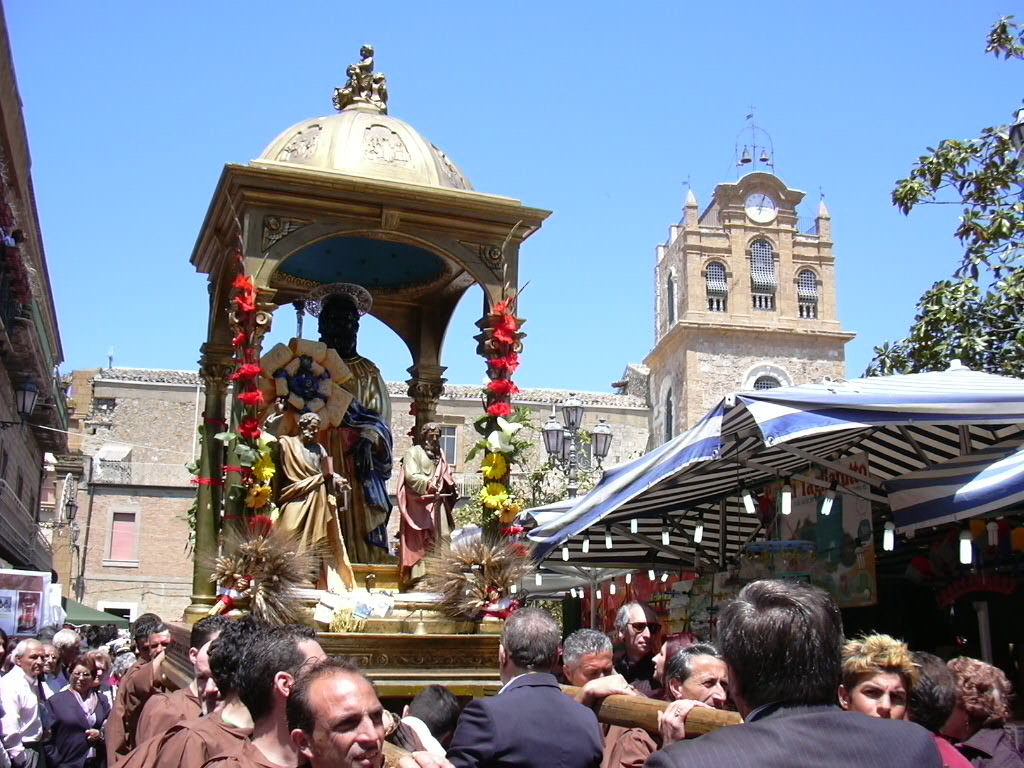
Aidone, 1º maggio, La processione di San Filippo

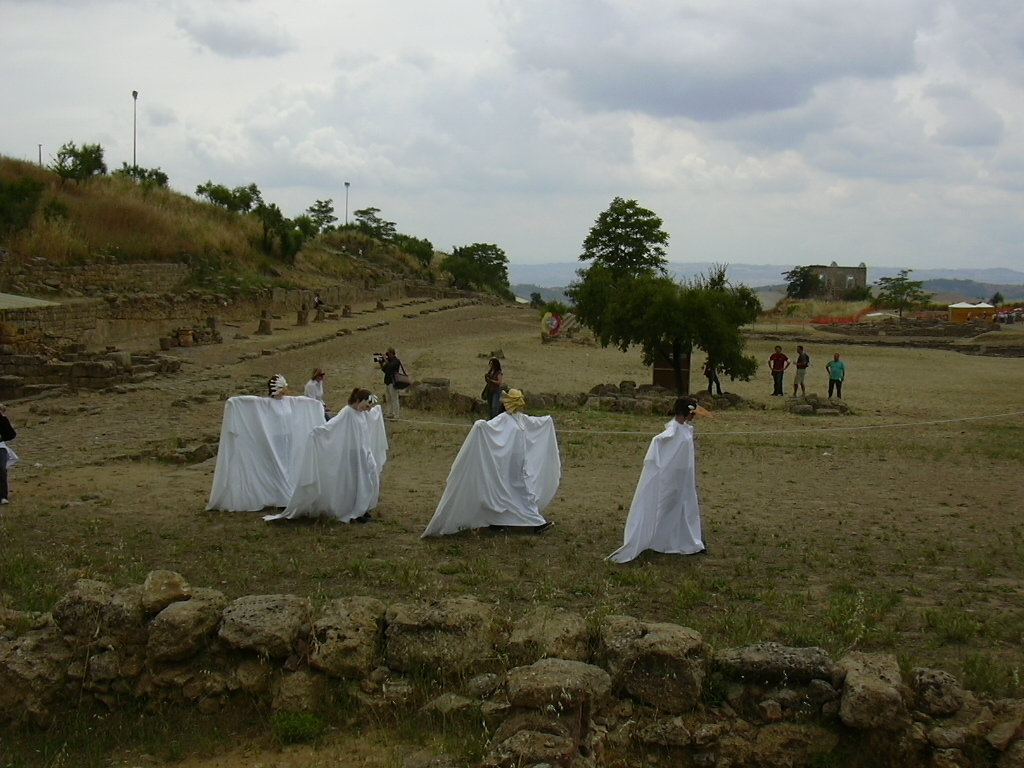
Morgantina, manifestazioni teatrali: il teatro delle scuole

| Periodo                                          | Ricorrenza | Città di                                                                   |
| ------------------------------------------------ | --- | -------------------------------------------------------------------------- |
| l'ultima domenica di ogni mese                   | Fiera del bestiame - la più antica di Sicilia | Piazza Armerina                                                            |
| 2 gennaio                                        | Festa di San Silvestro monaco | Troina                                                                     |
| 11 gennaio                                       | Festa del Ringraziamento a San Filippo | Agira                                                                      |
| 10/11/12 febbraio                                | Sfilate in maschera di Carnevale | Nicosia                                                                    |
| 12 febbraio                                      | Sfilata carri allegorici del Carnevale regalbutese | Regalbuto                                                                  |
| 19 marzo                                         | Festa e tavolate in onore di San Giuseppe (pomeriggio) | Enna, Leonforte, Barrafranca, Catenanuova, Centuripe, Pietraperzia, Aidone |
| Marzo                                            | Sagra della Cassatella di Agira | Agira                                                                      |
| Domenica delle Palme                             | Processione delle Palme con i Santoni (i 12 Apostoli), funzione tradizionale davanti alla Chiesa Madre (mattinata)                                              | Aidone                                                                     |
| Dal Lunedì al Giovedì Santo                      | Settimana Santa di Enna con processioni al Duomo della città ogni ora delle 16 confraternite                                                                    | Enna                                                                       |
| Martedì Santo                                    | Processione con l'Ecce Homo (sera) | Catenanuova                                                                |
| Venerdì Santo                                    | Solenne Processione delle 16 Confraternite con i confrati "incappucciati"                                                                                       | Enna                                                                       |
| Venerdì Santo                                    | Processione del venerdì Santo del Signore delle fasce | Pietraperzia                                                               |
| Venerdì Santo                                    | "A Scisa a Cruci" (chiesa Madre) e Processione notturna del venerdì Santo                                                                                       | Aidone                                                                     |
| Venerdì Santo                                    | Processione del Venerdì Santo | Tutti i comuni                                                             |
| Domenica di Pasqua                               | Processione "A paci" ("La pace") incontro tra Cristo Risorto e la Vergine Maria (pomeriggio)                                                                    | Enna, Catenanuova                                                          |
| Domenica di Pasqua                               | La giunta in Piazza Cordova alla presenza dei 12 Santoni (mezzogiorno)                                                                                          | Aidone                                                                     |
| lunedì dell'angelo                               | Festa di San Michele | Nicosia                                                                    |
| Aprile                                           | Sagra della ricotta | Centuripe                                                                  |
| 25 aprile                                        | "Il Parco in Festa" (tutto il giorno presso il Parco S. Prospero sito in C.da Censi, degustazione di prodotti tipici, carne alla brace, bande musicali, mostre) | Catenanuova                                                                |
| Ultima domenica di aprile                        | Madonna delle Vittorie - trasporto in città del simulacro | Piazza Armerina                                                            |
| 1º maggio                                        | Festa e Processione di San Filippo Apostolo | Aidone                                                                     |
| 3 maggio                                         | Madonna delle Vittorie - ritorno al santuario del simulacro | Piazza Armerina                                                            |
| prima domenica di maggio                         | U Signuri du Lacu (Il Signore del Lago), Processione in barca nel Lago di Pergusa                                                                               | Enna, Villaggio Pergusa                                                    |
| seconda domenica di maggio                       | Madonna dei Calderai | Enna                                                                       |
| Maggio                                           | Fiera di Primavera | Enna                                                                       |
| 12 maggio                                        | Sagra della Primavera | Assoro                                                                     |
| 22 maggio                                        | Festa di Santa Rita da Cascia (pomeriggio) | Catenanuova                                                                |
| 27/28/29 maggio                                  | Fiera di maggio | Piazza Armerina                                                            |
| 1/2 giugno                                       | Festa di San Silvestro e Corteo Storico | Troina                                                                     |
| seconda domenica dopo Pentecoste                 | Solennità del Corpus Domini | Tutti i comuni                                                             |
| 13 giugno                                        | Festa di Sant'Antonio di Padova (pomeriggio) | Catenanuova Leonforte Enna                                                 |
| Giugno                                           | Cortili e Balconi Fioriti | Piazza Armerina                                                            |
| Giugno/Luglio                                    | Infiorata della Scalinata di via Li Volsi | Nicosia                                                                    |
| Luglio/Agosto                                    | Stagione motoristica e automobilistica dell'Autodromo di Pergusa                                                                                                | Enna, Villaggio Pergusa                                                    |
| Luglio/Agosto                                    | Rappresentazioni teatrali greche e classiche | Teatro Greco di Morgantina                                                 |
| Luglio/Agosto                                    | Rassegna Regionale di Pittura "Assoro Arte" | Assoro                                                                     |
| 2 luglio                                         | Festa di Maria SS. della Visitazione, con Processione della Nave d'Oro e sparo di mortaretti e fuochi                                                           | Enna.                                                                      |
| 8 luglio                                         | Festa della Montagna | Nicosia                                                                    |
| Agosto                                           | Palio Nicosiano e Sagra del Biscotto | Nicosia                                                                    |
| 1/5 agosto                                       | Altari in onore della Madonna | Nicosia                                                                    |
| Prima domenica di agosto                         | Festa di San Giuseppe, Patrono della Città | Nissoria                                                                   |
| 8/9/10 agosto                                    | Festa di San Giacomo | Villarosa                                                                  |
| 10 agosto                                        | festa di San Lorenzo | Aidone                                                                     |
| 12/13/14 agosto                                  | Palio dei Normanni | Piazza Armerina                                                            |
| 15 agosto                                        | Festa della Madonna delle Vittorie, Patrona della Città e Diocesi                                                                                               | Piazza Armerina                                                            |
| 29/30/31 agosto                                  | Festa di San Cataldo, Patrono della Città | Gagliano Castelferrato                                                     |
| Ultima domenica di agosto                        | Festa di Maria SS Di Valverde antica patrona di Enna | Enna                                                                       |
| Settembre                                        | Premio Letterario "Città di Leonforte" |                                                                            |
| 1º settembre                                     | Sagra della salsiccia | Calascibetta                                                               |
| 8 settembre                                      | Festa della Madonna della Catena | Villarosa                                                                  |
| 8/9/10 settembre                                 | Fiera di settembre | Piazza Armerina                                                            |
| 14 settembre                                     | SS. Crocifisso (di S. Anna) | Aidone                                                                     |
| dalla penultima all'ultima domenica di settembre | Festa Patronale di San Prospero martire e Maria SS. delle Grazie                                                                                                | Catenanuova                                                                |
| 6 ottobre                                        | Sagra della pesca tardiva di Leonforte | Leonforte                                                                  |
| 10 novembre                                      | Festa della Madonna dell'Ulivo | Enna                                                                       |
| 5 dicembre                                       | Festa del Compatrono di Enna Beato Girolamo De Angelis | Enna                                                                       |
| 8 dicembre                                       | Festa dell'Immacolata Concezione (pomeriggio) | Catenanuova, Villarosa                                                     |
| 12 dicembre                                      | Sagra della Cuccìa, dolce tipico di Santa Lucia | Pietraperzia                                                               |
| 13 dicembre                                      | Festa di Santa Lucia (pomeriggio) | Catenanuova                                                                |
| 24 dicembre                                      | Presepe vivente con attori e comparse | Agira                                                                      |
| Natale/Capodanno                                 | Sagra del Buccellato, dolce natalizio siciliano | Nicosia                                                                    |

### Gastronomia
La tradizione culinaria ennese, ricca e varia, è stata influenzata dal succedersi di dominazioni passate.
Tra le storiche produzioni locali, popolari anche a livello nazionale nel campo dei formaggi, spicca il piacentino ennese, piacentinu ennisi in siciliano, speziato con pepe e colorato dallo zafferano. Speciali anche le ricotte centuripine e tra i prodotti agricoli, la Pesca tardiva di Leonforte e la fava larga. Ad Enna l'olio d'oliva extravergine Colline Ennesi, di cui è stata chiesta la concessione del marchio DOP; il Pan Dittaino, prodotto in tante varietà condite con olive, con pomodori secchi e con cipolle ed integrale commercializzato anche oltre l'ambito regionale.
La pasticceria con la cassatella di Agira farcita di un impasto di cacao, mandorle ed altri ingredienti. Il buccellato in varie forme e a Villarosa la mostarda essiccata. 
| Piacentino ennese (formaggio)                                                     | Pasta incasciata  | Maccu di fave  | Involtino di vitello            | Cassatella di Agira                  | Pesca tardiva di Leonforte | Frascatula o Piciota di Cicerchie |
| Ricotta di Centuripe                                                              | Pasta con mollica | Carne in brodo | Buccellato                      | Fava larga di Leonforte(marchio DOP) |                            |                                   |
| Olio extravergine di oliva Colline Ennesi (marchio DOP in fase di riconoscimento) |                   |                | Biscotto di Nicosia             | caldarroste                          |                            |                                   |
| Pan Dittaino (marchio DOP)                                                        |                   |                | Mostarda essiccata di Villarosa |                                      |                            |                                   |

### Dialetto
Il siciliano, nella variante metafonetica centrale ma con alcune peculiarità locali è diffuso nell'area dove comunque forte ed importante è una comunità di lingua gallo-italica introdotta dopo la riconquista normanni. 

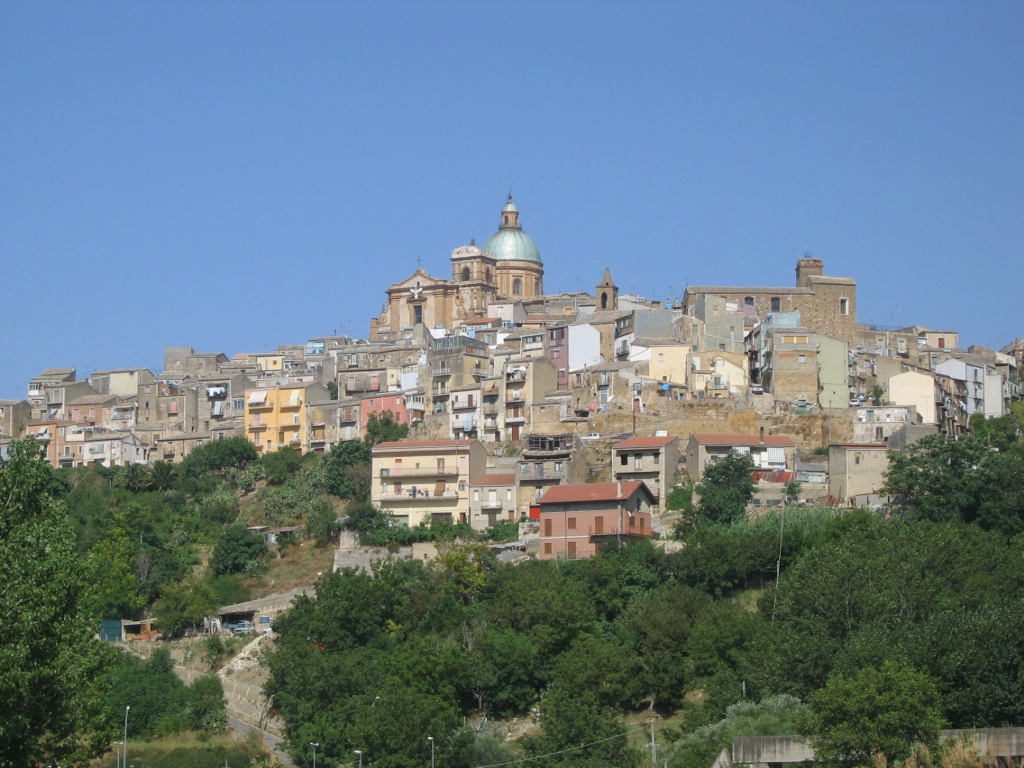
Piazza Armerina, uno dei centri Lombardi

 I Normanni infatti, intorno all'XI secolo avviarono un grosso processo di feudalizzazione delle terre per lo sfruttamento delle notevoli superfici sino ad allora incolte. A questo scopo molti territori vennero ripopolati da diverse migliaia di coloni detti comunemente «lombardi» provenienti soprattutto dal Monferrato. Essi arrivarono a ondate migratorie: la prima avvenne al seguito della regina Adelasia, moglie del gran conte Ruggero; una seconda e più imponente avvenne durante il regno di Guglielmo I, e un ulteriore afflusso si ebbe sotto il regno di Federico II. Le popolazioni mantennero inalterati per secoli usi, costumi, tradizioni e l'idioma. Si vennero ad affermare due parlate: da un lato il dialetto di ceppo gallo-italico, definito il vernacolo, tanto simile alla parlata francesizzata dell'Italia nord-occidentale ma assolutamente diverso rispetto al siciliano e dall'altro una particolare forma linguistica siciliana usata solo nei rapporti con le genti non lombarde. I principali centri lombardi sono proprio nel libero consorzio: Piazza Armerina, Aidone, Nicosia e Sperlinga. La parlata inoltre caratterizza San Fratello e Novara di Sicilia nel messinese e mantiene alcune tracce nella fonetica di Randazzo, Paternò, Caltagirone e San Michele di Ganzaria nel catanese.
Sino al XVII secolo era inoltre presente un'etnia greca che costituiva un forte comunità soprattutto a Nicosia, ma di cui rimangono solo alcune tracce nella fonetica locale e nelle denominazioni.

### Miti e leggende
La storia di Enna e del suo territorio cirscostante è arricchita dal mito. La più importante leggenda a cui alcuni dei più grandi classici hanno dedicati i propri versi è il Ratto di Proserpina. La bella fanciulla Proserpina, Persefone o Kore, figlia di Cerere - dea delle messi adorata ad Enna e in tutto il mondo pagano - coglieva i fiori in riva al Lago di Pergusa, Plutone, re dell'Ade, vedendola se ne innamora ed emerge da una grotta rapendola e trascinandola con sé nell'oltretomba. Cerere, nonostante sia anch'ella una dea dell'Olimpo, dovette faticare ed interpellare perfino Zeus affinché il re degli inferi non si persuadesse a trattare. che spiega l'origine delle stagioni.

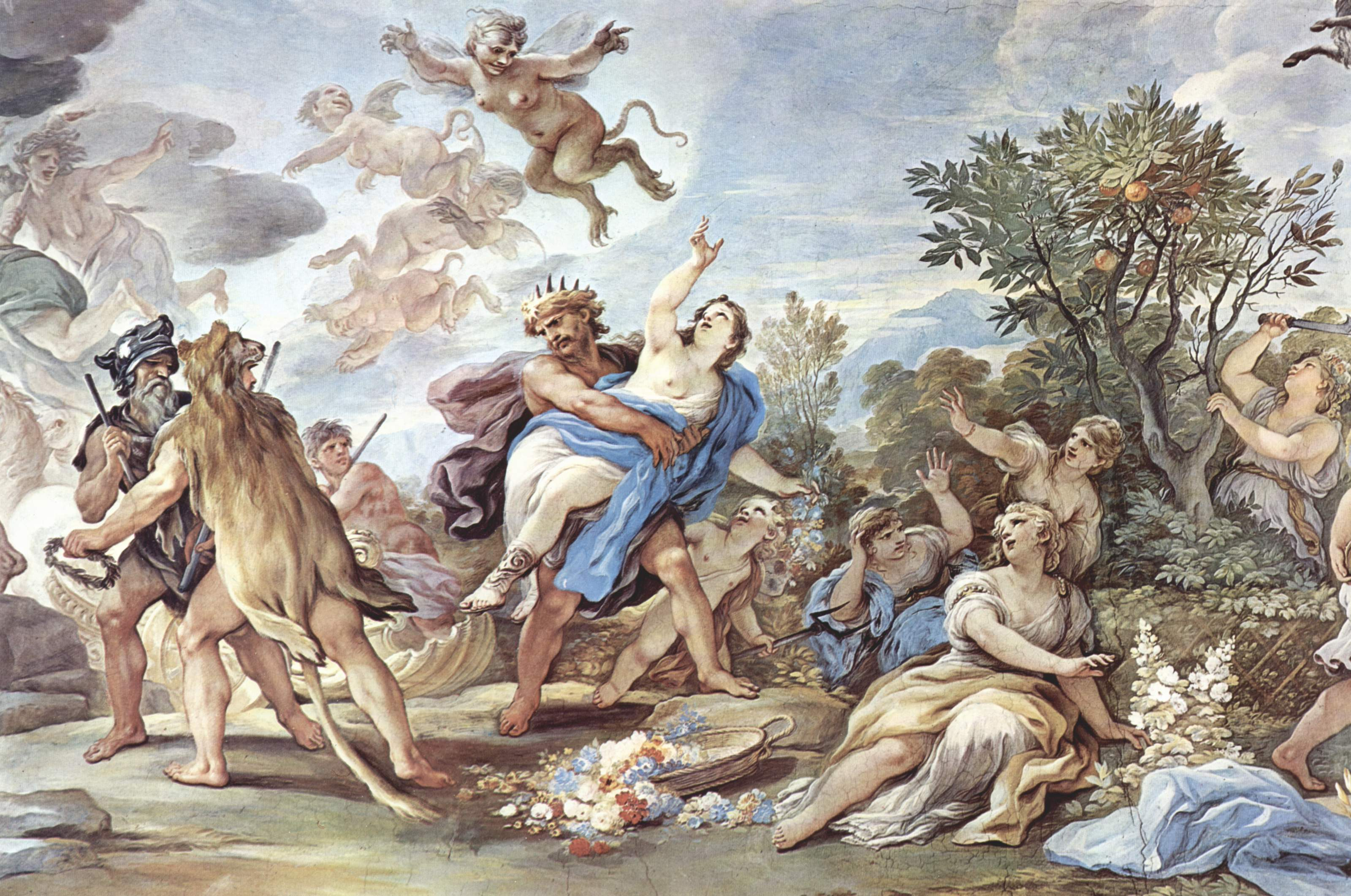
Il ratto di Prosepina di Luca Giordano

L'accordo tra Giove e Plutone stabilì che Proserpina potesse tornare sulla terra con sua madre per 6 mesi l'anno, e con la sua venuta i campi fiorivano e sbocciava la primavera, mentre al termine dell'estate il mondo tornava nel lungo letargo della cattiva stagione. Un mito, quello del Ratto, cui l'Ennese deve la sua stessa esistenza, ragion per cui ad esso e alle divinità che ne sono coinvolte la città ha dedicato, fino al XXI secolo, la sua università Kore, sale pubbliche, auditorium.
In sua memoria, la Rocca di Cerere, sottostante il Castello di Lombardia, dove fino al 1000 vi erano le vestigia del tempio di Cerere, con le magnifiche statue trafugate dal governatore romano Verre, che fu denunciato da Cicerone in persona e processato.
Altri miti cui la Terra del Mito per eccellenza è legata sono quello di Ercole e Iolao, che racconta della fondazione della cittadina di Agira, storico luogo patrio del grande Diodoro Siculo, per mano dell'eroe Ercole; quello della ninfa Ciane che si oppose al rapimento di Proserpina, e infine quello di Dafni, cui le ninfe insegnarono la pastorizia e Pan impartì la musica.

## Turismo

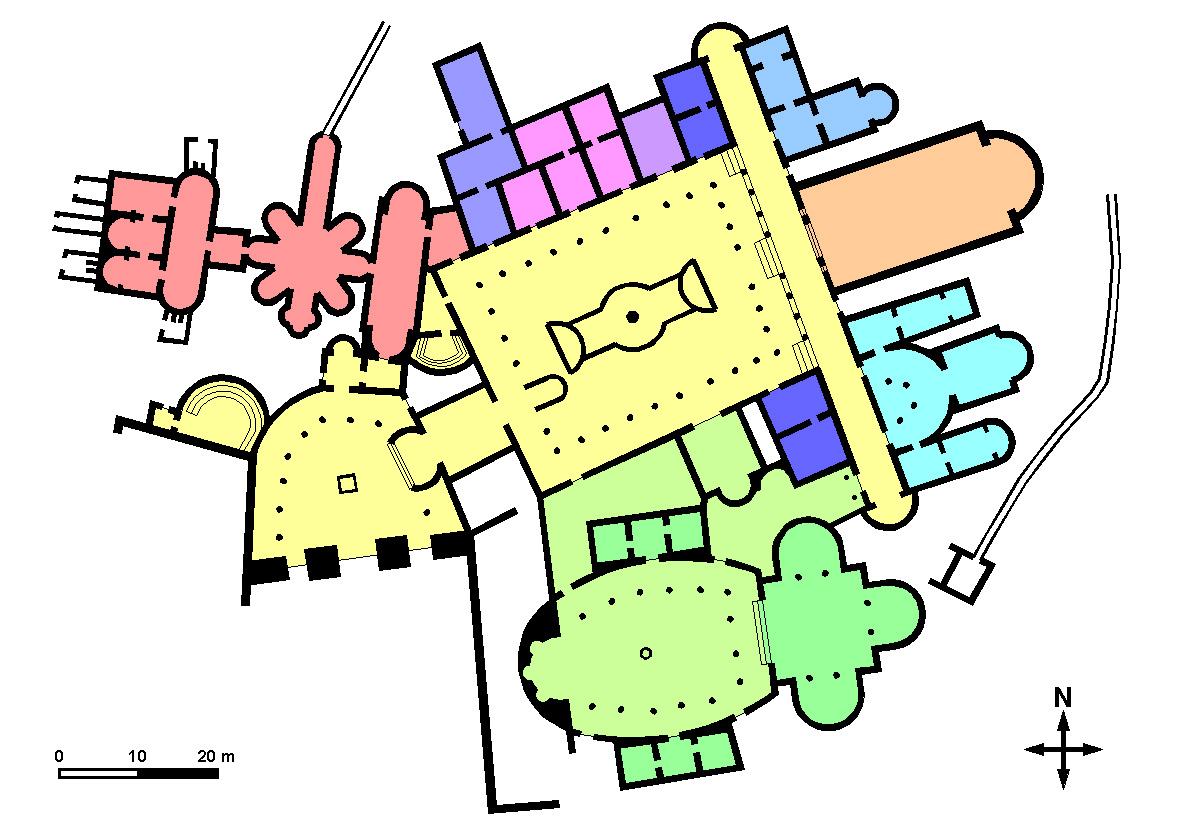
Pianta della Villa

(In Grecia si possono soltanto ammirare in silenzio i resti di una civiltà morta per sempre; qui invece sembra che quanto si racconta degli Antichi resti attuale)

### Siti archeologici

#### La Villa Romana del Casale

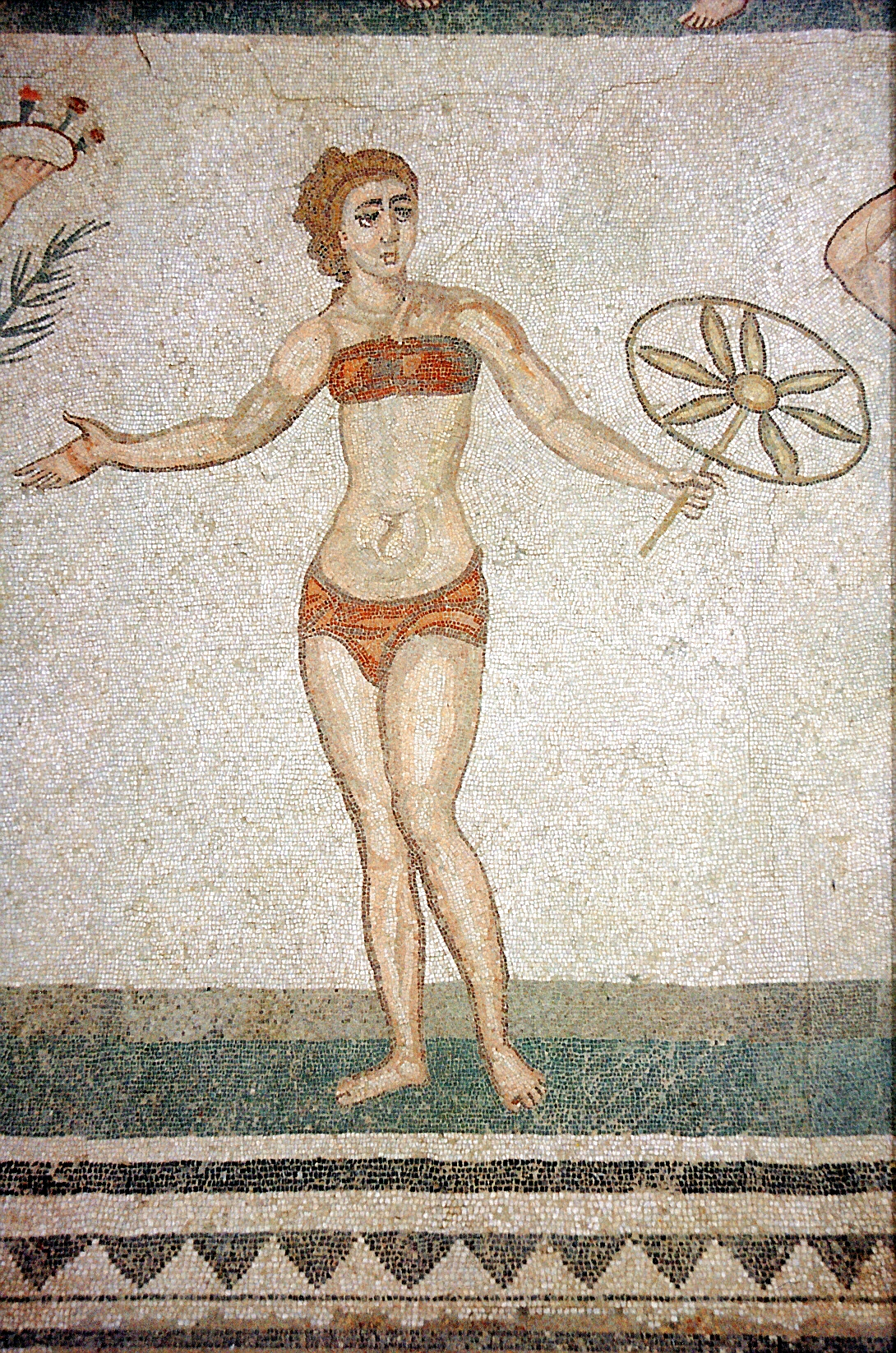
«Le fanciulle in bikini» noto mosaico della Villa del Casale

La Villa Romana del Casale, inserita nel 1997 dall'UNESCO tra i patrimoni dell'umanità, è una villa imperiale tardo-romana portata alla luce in una serie di scavi succedutisi dalla ultima metà dell'Ottocento, nei pressi di Piazza Armerina. La Villa è celebre nel mondo per i suoi mosaici, che, occupando oltre 3000 m² di superficie, rappresentano la maggiore testimonianza d'arte musiva romana che si abbia ai nostri giorni. Il complesso monumentale è diviso in quattro grandi aree: l'ingresso coi resti dell'arco trionfale a tre arcate e cortile a ferro di cavallo; il vasto corpo centrale, che ruota attorno al peristilio dotato di vasca monumentale; il peristilio minore e i vani circostanti, ed infine il complesso termale, che riceveva acqua da un apposito acquedotto.

Tra i capolavori più noti, i mosaici degli Eroti Pescatori, della Piccola Caccia, quelli figuranti nell'immenso Corridoio della Grande Caccia e nella Basilica, di Ulisse che vince Polifemo, il Combattimento tra Eros e Pan, e quelli, diventati celebri, delle Ragazze in Bikini, della Lotta tra Ercole e i Giganti e i mosaici del Circo Massimo di Roma.

#### Morgantina

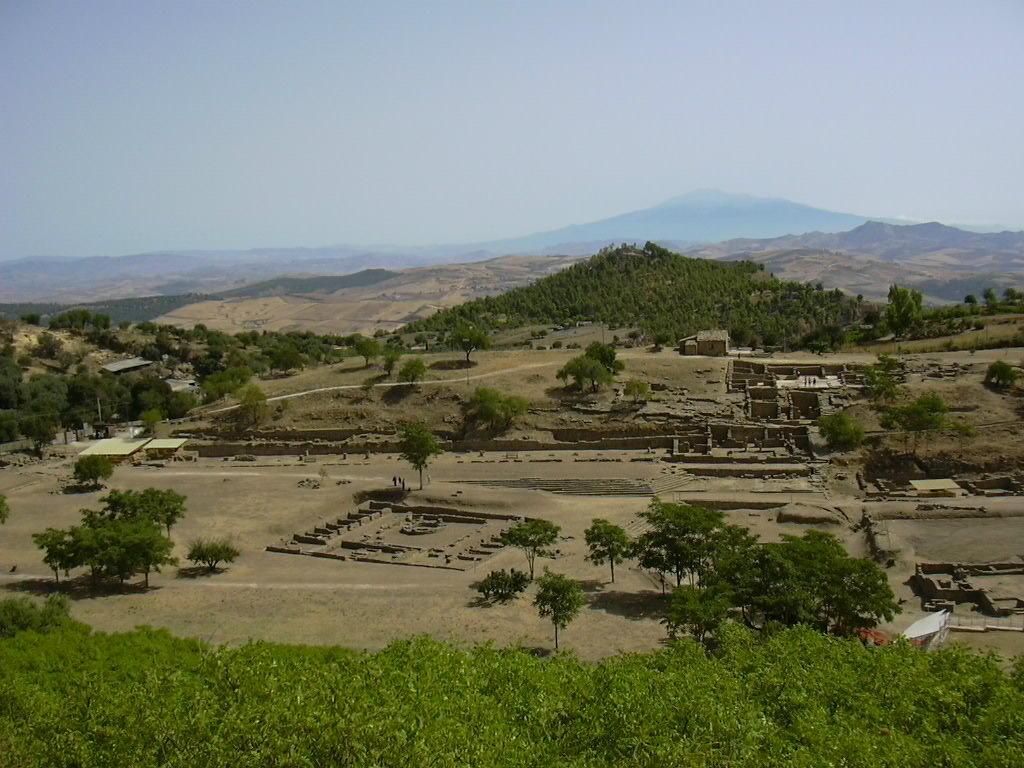
Morgantina, l'agorà dalla collina ovest

Importante sito archeologico è l'antica città di Morgantina (III secolo a.C.), nel comune di Aidone, a 14 km da Piazza Armerina, con il teatro antico. Da qui provengono la Venere di Morgantina e un tesoro (noto come il "Tesoro di Morgantina"), costituito da 15 pezzi d'argento. Numerosissimi i reperti archeologici disseminati in vari musei del mondo. Un certo numero di essi sono custoditi nel "Museo archeologico di Aidone".

#### Altri siti archeologici
Altri siti di interesse sono:
- la necropoli di Realmese a Calascibetta, con 300 tombe a grotticella e quella di Cozzo matrice, nella conca pergusina;
- le terme di Centuripe, il cosiddetto Castello di Corradino di Centuripe e ilTempio degli Augustali; inoltre le terme di Troina.
- il sito di Cozzo Matrice, sede dell'antico santuario di Kore (Proserpina), che conserva inoltre tracce di un'antica officina, di costruzioni arcaiche e i resti di una necropoli rupestre.
- il Fondaco Cuba di Catenanuova.

### Castelli

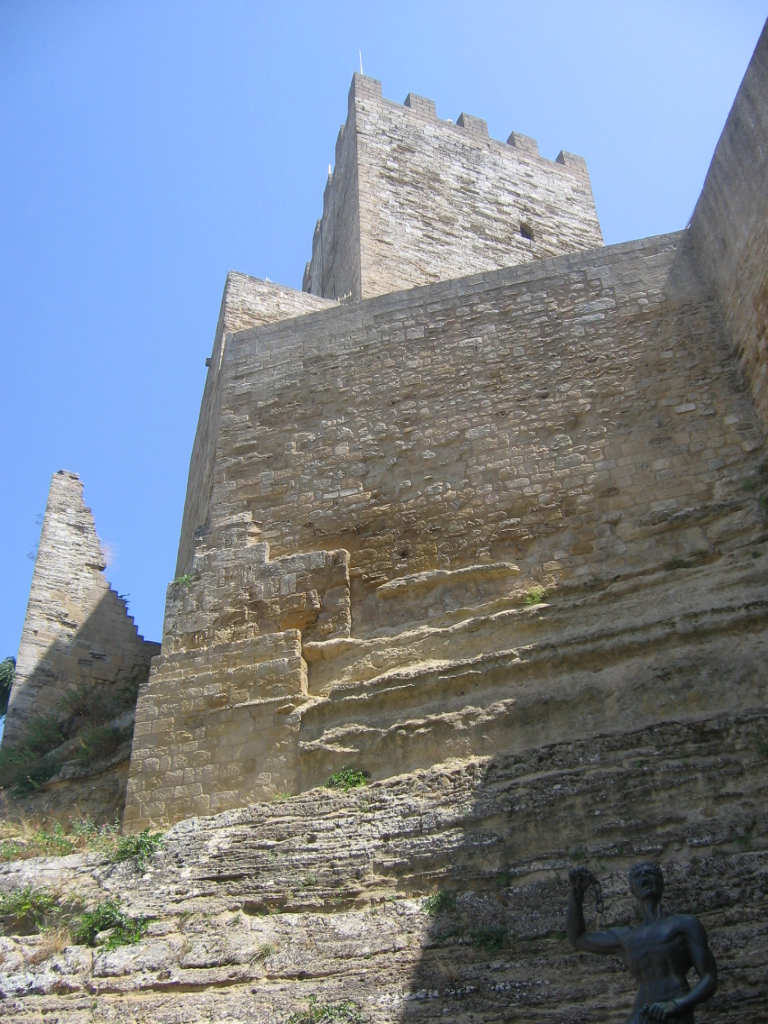
Scorcio della Cittadella del Castello di Lombardia ad Enna

Enna possiede due importanti manieri: il Castello di Lombardia e la Torre di Federico II.
A Sperlinga si trova la storica fortezza che fornì rifugio agli Angioini durante la guerra del Vespro nel XIV secolo. Il castello è stato ricavato nella nuda roccia come l'analoga fortezza di Gagliano Castelferrato. Altre importanti fortificazioni medioevali sono i castelli di Nicosia, Aidone, Pietraperzia e Piazza Armerina.

### Musei
Ad Enna sono quattro i musei più importanti: il Museo Alessi, il Museo Archeologico, il Museo della Fede e Tradizione ed il Museo della Sicilia in 3D. L'Alessi custodisce migliaia di monete antiche, il Tesoro del Duomo, con opere d'oro e vari gioielli d'epoca barocca ed inoltre oggetti risalenti alla prima guerra servile scoppiata proprio in città contro i Romani. Il Museo Archeologico di Enna, nel barocco Palazzo Varisano che ospitò Giuseppe Garibaldi, offre una panoramica dell'archeologia della zona con reperti provenienti da numerosi siti, tra cui Morgantina. Sempre a Enna sono il Museo della Fede e della Tradizione, annesso all'antica Chiesa di San Leonardo, con ceramiche di Caltagirone raffiguranti i momenti salienti della Settimana Santa ennese ed il Museo Multimediale della Sicilia in 3D.
A Piazza Armerina si trova il Museo Diocesano e il Museo Archeologico; ad Aidone, nell'ex Convento dei Cappuccini, ha sede il Museo Archeologico Regionale di Morgantina, che esibisce diversi reperti (tra cui vasi, ceramiche, utensili) provenienti dai vicini scavi archeologici. A Centuripe nell'area archeologica e nei pressi del Tempio degli Augustali, si trova il Museo archeologico regionale di Centuripe, che conserva numerose statue, busti, vasi di fattura romana.
Un museo originale è quello di Villarosa: denominato Museo Ferroviario dell'Arte Mineraria e della Civiltà Contadina di Villarosa, espone una collezione di attrezzature e suppellettili contadine e dei minatori all'interno di vagoni merci attrezzati.
A Nissoria e Villapriolo vi sono musei etnoantropologici e ad Assoro si trova la casa musealizzata del pittore Elio Romano.

### Architetture religiose
Il territorio ennese è ricco di chiese di elevato valore artistico architettonico, del Basso Medioevo e dal Trecento all'età barocca. Tra le più importanti figurano quattro basiliche.
Il duomo di Enna, eretto nel Trecento per volere della moglie di Federico III d'Aragona, la regina Eleonora d'Angiò, fu originariamente una chiesa gotica; un crollo nel Cinquecento portò a una ricostruzione in chiave barocca. Fusione di stili diversi, il duomo di Enna è noto per la sua campana, la più grande di Sicilia, posta su un'imponente torre campanaria cui si accede da una grande scalinata, per il pregevole soffitto ligneo, per la barocca Porta del Giubileo e per il ricco tesoro di ori e pietre preziose.
La basilica cattedrale di piazza Armerina è una chiesa rinascimentale con tracce barocche; imponente è la cupola verde. La torre campanaria, risalente alla fabbrica precedente è in stile gotico catalano.
A Nicosia un'altra cattedrale con un notevole chiostro con cortile.
Assoro ospita un'antica basilica a cinque navate; l'ambiente austero, poco noto, è consacrato al culto di san Leone, il papa originario di Erbita (Aidone).
A Troina, nella parte più alta, la chiesa madre è stata costruita nella seconda metà dell'XI secolo per volere del Granconte Ruggero; rimaneggiata in epoca barocca, la chiesa possiede una torre campanaria a quattro ordini e sporge su un vasto panorama.

Ad Aidone si trova la chiesa di S. Domenico, tipica per la facciata a punta di diamante.
Da ricordare le chiese di S. Michele Arcangelo, S. Francesco d'Assisi, Papardura, S. Cataldo e Montesalvo ad Enna, Fundrò, S. Anna, S. Giovanni Evangelista, Commenda dei Cavalieri di Malta, Gran Priorato di S. Andrea, Beata Vergine dell'Annunciazione e S. Pietro a Piazza Armerina e S. Maria Maggiore, con un quadro di Velázquez, a Nicosia.

## Sport

### Automobilismo sportivo

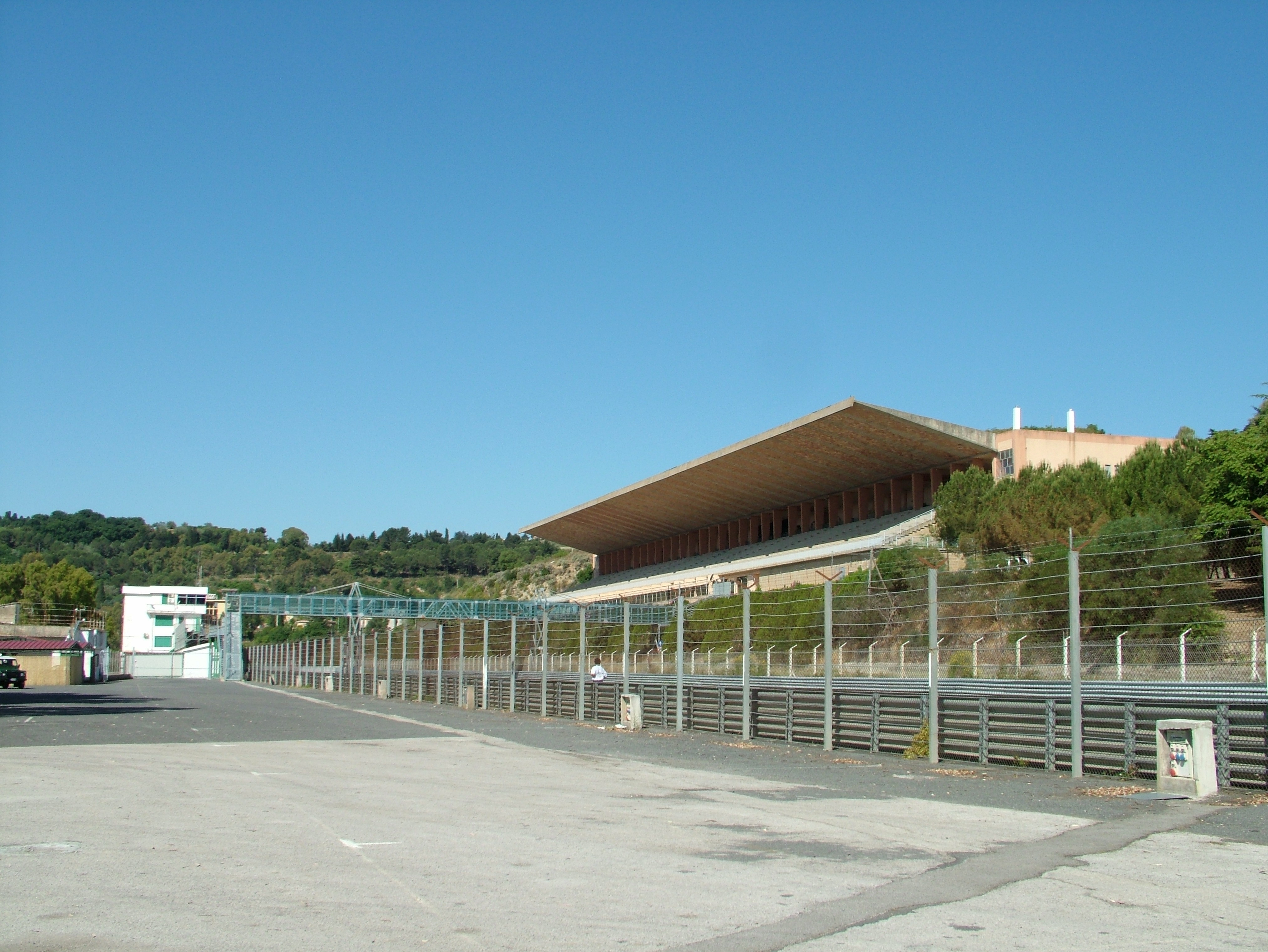
L'Autodromo di Pergusa

Tra gli impianti sportivi, l'autodromo di Pergusa, circuito automobilistico della lunghezza di 4950 m in senso orario che cinge il lago Pergusa, con 10 curve a destra e 6 a sinistra e le varianti Piscine, Proserpina, Schumacher e Zagaria, un rettilineo di partenza lungo 300 m, cui si aggiungono 34 box di 80 m² ciascuno ed un paddock ampio 20000 m². Altre strutture di cui l'Autodromo dispone sono le tribune centrali coperte di 4 000 posti a sedere e quelle su pit-lane, il cinema-arena, le sale stampa, l'eliporto, i bar e gli impianti periferici.
Il grande complesso venne pensato nel 1951 dall'amministrazione comunale di Enna, che fece partire i lavori della pista sulla base di una strada preesistente che contornava il lago. Nel 1961 la pista fu pronta al gran debutto col 2º Gran Premio di Formula 1 dell'anno, che si disputò il 27 agosto; in seguito, si corsero i Gran Premi di Formula 2 (il Gran Premio di Enna), di Formula 3000, numerosi campionati nazionali e regionali, rally annuali e il Ferrari Day del 1997.
In seguito al ritiro delle licenze FIA e CSAI, nel 2004 per esigenze di sicurezza è stato previsto l'esproprio di 24000 m² di terreni per avviare i lavori di realizzazione di una nuova uscita di sicurezza ed altre opere minori.

### Atletica e sport
Diversi gli impianti per le attività sportive che si accentrano ad Enna e nei centri più grossi. Una pista di atletica leggera a Enna Bassa che lavori di ristrutturazione stanno trasformando in un centro di importanza regionale, con le tribune e le corsie di gara ampliate, una palestra di riscaldamento muscolare, ed altre strutture annesse.
Tra le società di pallamano due squadre, la Pallamano Haenna e il Regalbuto.
Attività acquatiche si svolgono nei laghi Nicoletti e Pozzillo.

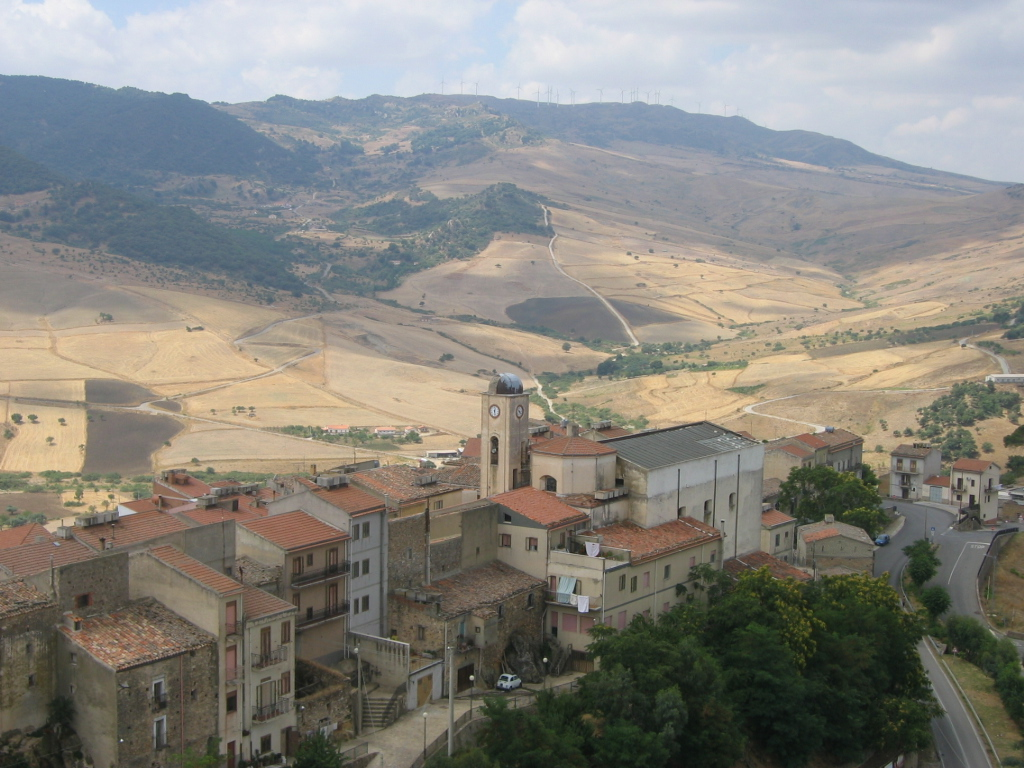
Vista parziale di Sperlinga